# Massacres de Septembre
Les massacres de Septembre sont une suite d'exécutions sommaires qui se sont déroulées du 2 au 6 ou au 7 septembre 1792 à Paris. Des massacres semblables ont également eu lieu dans le reste de la France (à Orléans, Meaux, Reims, Versailles, notamment), mais avec moins de victimes et sur une plus longue durée.
Ces exécutions s'inscrivent dans un contexte de panique des révolutionnaires à la suite de l'incarcération de la famille royale, l'invasion austro-prussienne puis des rumeurs de complots internes ainsi que la peur d'une répression et de massacres perpétrés par des royalistes, ou leurs alliés éventuels, s'ils étaient libérés.
Les massacreurs (les « septembriseurs ») vont dans les prisons de Paris et de province et tuent un grand nombre de leurs occupants, prisonniers ecclésiastiques et royalistes ou de droit commun. Les chiffres sont plus ou moins connus : le 2 septembre, sur les 160 religieux réfractaires qui étaient incarcérés à la prison des Carmes, 116  sont massacrés soit 72 % des détenus. À la prison de la « Grande Force », 168 tués pour 406 détenus soit 42 % des détenus ; à la « Petite Force », une seule victime pour 212 détenues mais notable parce que membre de la famille royale et assez proche de la reine pour que les massacreurs aillent promener la tête de la victime sous les fenêtres de la souveraine : la princesse de Lamballe.
Cet épisode de la Révolution française fait probablement plus de 1 300 morts à Paris et 150 morts dans le reste de la France. Ces massacres sont un des sommets de la violence révolutionnaire, au moins dans la capitale, quelques mois avant les débuts de la Terreur et des guerres de Vendée : ils installent un climat oppressant, lequel joue sur les élections des députés à la Convention qui se déroulent à la même période, avec une participation limitée, d'environ 10 % des inscrits ; on dénote dans la capitale une forte progression des Montagnards, due surtout à la pression qu'exerce la Commune insurrectionnelle sur les candidats qui ne font pas partie de ses fervents partisans.

## Sources et historiographie

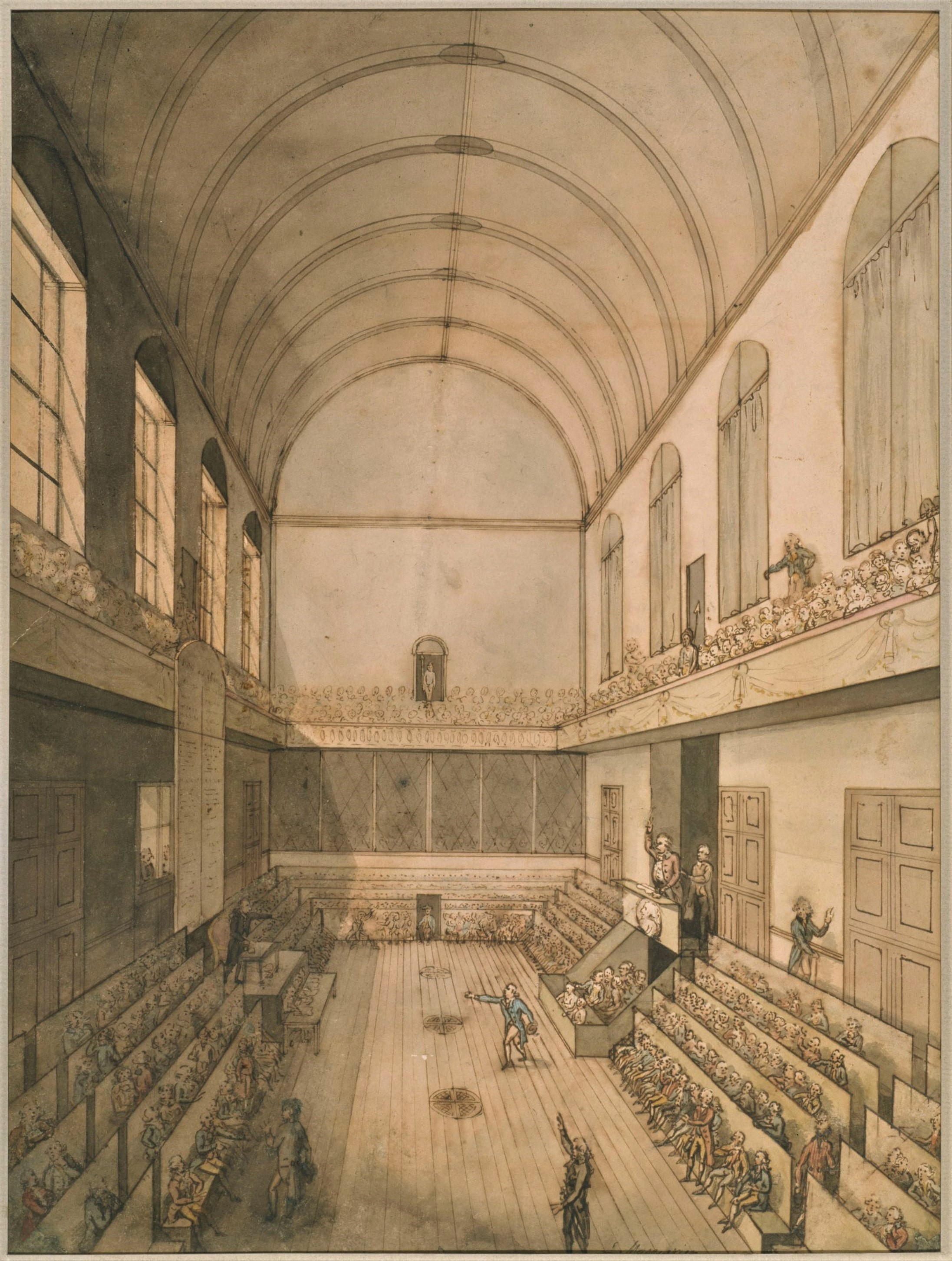
Vue de l'Assemblée nationale législative siégeant dans la salle du Manège à Paris, le 10 août 1792.

Dans les semaines qui suivent ces événements, les différentes tendances politiques dominantes à la Convention se rejettent la responsabilité des massacres.
La Gironde, après avoir cru à la spontanéité de nouvelles journées révolutionnaires, dénonce l'œuvre de quelques brigands payés par la Commune de Paris, le comité de surveillance et les Montagnards, mais ces accusations disparaissent lors du procès du roi, en janvier 1793.
La Montagne souhaite d'abord « tirer un voile religieux sur ces événements », qu'elle considère comme un prolongement de l'insurrection du 10 Août, ces deux épisodes révolutionnaires constituant un tout qui permet la proclamation de la République le 22 septembre. Puis, après l'élimination des Girondins lors des journées d’émeute des 31 mai et 2 juin 1793, elle accuse la Gironde de complicité par sa passivité pendant les massacres. Durant le procès des Girondins, en octobre 1793, ceux-ci sont accusés d’avoir provoqué les massacres.
Après la chute de Robespierre, le 9 thermidor, les massacres de septembre sont exclus de l'amnistie concernant les violences consécutives au 20 juin 1792. Des poursuites sont engagées, mais seules trois condamnations à vingt ans de fers sont prononcées ; le jury déclarant les autres prévenus « non convaincus de crime ».
Par la suite, les différents camps s'opposent sur la question de ces massacres. Les démocrates nient en général la préméditation et l'organisation préalable des massacres, les imputant à un phénomène de colère populaire spontané. Les contre-révolutionnaires invoquent successivement un châtiment divin, venant punir une longue suite d'atteintes à la morale, à la chose publique et à la religion ; ils défendent en général la thèse de la préméditation des massacres. Ils s’appuient sur les très nombreux mémoires des survivants des massacres (par exemple, les Mémoires sur les jours de septembre 1792, par Saint-Albin Berville et Jean-François Barrière).
Sauf pour quelques rares historiens, comme George Rudé , l'hypothèse générale est celle d'un mouvement de masse populaire et spontané, ne serait-ce que parce que, en dépit des nombreuses recherches effectuées, il n'a jamais été découvert de trace écrite indiquant que ces massacres eussent été préalablement organisés par le gouvernement ou par une organisation révolutionnaire.
| |  |  |
| Couverture de l'étude de Louis Mortimer-Ternaux, Les Massacres de septembre, 2-6 septembre 1792 (Paris, E. de Soye, 1870). |  |  |

Au milieu du XIXe siècle, Louis Mortimer-Ternaux et Granier de Cassagnac publient, à quelques années d’écart, des ouvrages consacrés aux massacres. Ils fournissent les premiers bilans chiffrés fiables, basés sur les registres des prisons parisiennes (voir plus bas la partie Bilans), registres qui ont brûlé dans les incendies allumés par la Commune de Paris, en 1871. Par la suite, les historiens basent leurs propres décomptes sur ces deux ouvrages.
Mortimer-Ternaux conclut à un mouvement populaire de masse et spontané, insiste sur les rôles de Marat — jugé principal responsable —, du comité de surveillance et de la Commune de Paris, à l’origine du déclenchement des massacres. Il reproche à Danton et à Roland leur inaction. Par la suite, l’absence de responsabilité majeure de Marat est démontrée par Gottschalk (Jean-Paul Marat, l’Ami du peuple, 1929) et Walter (Marat, 1933).
Au XXe siècle, deux monographies sont consacrées à ces massacres. La première, de Pierre Caron, interprète les massacres comme un acte de masse et spontané, qu’il justifie, le peuple s’étant substitué au souverain et ayant fait usage de son droit de justice retenue. Il précise les bilans de Mortimer-Ternaux et de Cassagnac, en les croisant avec d’autres archives. C’est encore l’auteur qui est le plus suivi, à la fois pour ses bilans chiffrés et son explication des massacres.
Albert Soboul pense aussi que ce fut une insurrection spontanée non préméditée, en partie justifiée par les événements : « La Commune une fois de plus donnait l’exemple de l’élan patriotique… La crise révolutionnaire, en s’approfondissant, avait précisé et durci en même temps les traits de la nation. Les massacres de Septembre (…) présentent un aspect national et un aspect social que l’on ne saurait dissocier (…) cette période (…) fut sans doute celle du plus grand danger de la Révolution (…) celle où la nation ressentit le plus fortement le péril extérieur ». Pour François Furet et Denis Richet : « Ni la Commune ni le Comité de surveillance n’ont préparé les massacres ; ils ont laissé faire en cherchant à en limiter la portée. ».
La seconde monographie consacrée aux massacres de septembre au XXe siècle, celle de Frédéric Bluche, parue en 1986, l’insère dans une logique révolutionnaire. Sans juger qu’ils sont préparés, et sans nommer de responsable, son ouvrage Septembre 1792 - Logiques d’un massacre, constate que ces massacres, même en ayant horrifié les responsables politiques, entrent dans une logique révolutionnaire de surenchère et d’élimination de l’adversaire, et donc ne peuvent pas aller foncièrement contre la volonté des élus du peuple.
Sophie Wahnich insiste sur le fait que les massacreurs accueillent sans hostilité les représentants des autorités, assemblée législative, Commune de Paris, le maire de Versailles, mais ne tiennent visiblement pas compte de leurs mises en garde.

## Contexte

### L'invasion étrangère
La France avait déclaré la guerre au "roi de Bohême et de Hongrie" – allié à la Prusse par un accord du 7 février 1792 – le 20 avril 1792. Après une campagne de printemps calamiteuse pour les armées françaises, une trêve de trois mois est obtenue le 18 mai. Mais, les opérations reprennent après le 10 août. Le 19, les armées de Clerfayt (29 000 Autrichiens) et de Brunswick (40 000 Prussiens), suivies de 5 000 émigrés, ayant fait leur jonction, pénètrent en France. Les places de la frontière sont rapidement menacées par l'avancée prussienne : Longwy capitule sans résister le 23 août et Verdun est assiégée, alors que Thionville se trouve encerclée et bombardée. Sur le front nord, la situation n'est pas meilleure : Lille est soumise aux intenses bombardements de l'armée autrichienne.
Les nouveaux généraux Kellermann et Dumouriez sont donc jugés tout aussi inefficaces que Luckner. Dumouriez, commandant l'armée du Nord, projetait d'envahir la Belgique, ce qui lui aurait permis de couper la route de Paris au généralissime des armées austro-prussiennes. Mais, le 29 août, la prise de Verdun – après la capitulation de Longwy le 23 août – l'oblige à abandonner ce plan.
La Commune insurrectionnelle, qui, après la journée du 10 août 1792, représente un pouvoir parallèle à l'Assemblée, décide de lever une armée de 30 000 hommes, en région parisienne et dans les départements limitrophes, pour combattre les armées austro-prussiennes, de les armer de piques et de creuser des retranchements pour défendre Paris.

### Les rumeurs de complot royaliste et les trahisons

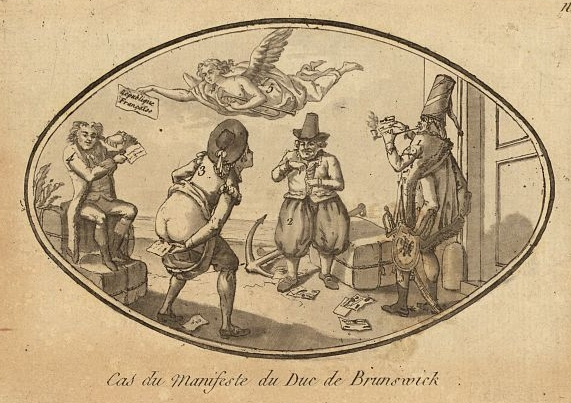
Cas du manifeste du Duc de Brunswick. Caricature anonyme de 1792.
Quatre personnages représentant les nations étrangères montrent leur hostilité au manifeste de Brunswick. La Renommée plane dans le ciel en tenant une pancarte portant les mots République française.

Le manifeste de Brunswick, daté du 25 juillet, est publié à Paris par le Moniteur le 1er août. Signé par le duc Charles de Brunswick, il est rédigé à la demande de la reine de France Marie-Antoinette, afin, pense-t-elle, d’intimider ses ennemis. Extrêmement menaçant pour les révolutionnaires, il portait en substance que, faute d’une reddition et d’un retour à l’ordre royal, les armées prussiennes livreraient Paris à « une exécution militaire et une subversion totale ». Ce manifeste déclenche un formidable sursaut révolutionnaire dès sa parution à Paris, qui aboutit à la journée du 10 août.

La Prise des Tuileries le 10 août 1792 par Jean Duplessis-Bertaux, musée du château de Versailles.

Les sectionnaires, poussés par les menaces du manifeste, la menace contre-révolutionnaire, et considérant Louis XVI comme un traître, prennent le palais des Tuileries lors de la journée du 10 août 1792, suivie de la suspension du roi. Le mouvement d’émigration des royalistes s’accélère alors, certains rejoignant l’armée des émigrés afin de mettre fin à la Révolution les armes à la main. Ils sont rejoints par des constitutionnels comme Talleyrand.
Dans le reste de la France, l'agitation contre-révolutionnaire répondit à l'insurrection parisienne. Le 15 août, lors d'un tirage au sort de volontaires près de Laval, des hommes proclamèrent leur attachement au roi. Jean Cottereau réunit une petite troupe qui attaqua les gendarmes. Le 22 août, des mouvements insurrectionnels éclatèrent en Vendée, en Bretagne et dans le Dauphiné, parfois poussés par des nobles comme le marquis de La Rouërie.
Les patriotes (c’est-à-dire les partisans de la Révolution) se prirent également à douter de la fidélité de l’armée, considérablement affaiblie par le départ des officiers nobles partis rejoindre les émigrés. Ainsi, depuis l’ouverture des hostilités contre l’Autriche, l’armée française n’avait subi que des revers ; lors des affrontements du printemps, elle n’avait pas tenu le choc contre l’ennemi ; les soldats avaient rompu les rangs et, pris de panique, s’étaient débandés, laissant la frontière ouverte,. Le général La Fayette, après avoir tenté de retourner son armée contre Paris, déserte le 19 août et est aussitôt décrété d’accusation.

### Vide politique
À la suite de la prise des Tuileries, une nouvelle assemblée est convoquée, la Convention nationale, élue au suffrage universel indirect. En attendant, l’Assemblée législative, en place selon une constitution honnie, assure la gestion des affaires courantes. Il apparaît certain que le nouveau régime ne sera pas une monarchie : on se trouve donc dans un moment de vide politique, qui dure quarante-deux jours. Le gouvernement est remplacé par un Conseil exécutif provisoire élu par l’Assemblée législative.
La Commune insurrectionnelle est la grande bénéficiaire de la journée du 10 août : proche des sections de sans-culottes, elle représente une légalité nouvelle et dispose d’une grande influence à Paris, et peut faire pression sur l’Assemblée législative. C’est elle qui lui impose la création le 17 août d’un tribunal criminel, pour juger les royalistes ayant défendu le roi lors de la prise des Tuileries. La volonté de vengeance était si forte chez les sans-culottes (qui ont eu environ 200 morts lors de cette journée révolutionnaire) qu’elle avait pu s’appuyer sur la menace du massacre des royalistes si le tribunal n’était pas créé rapidement. Danton est nommé ministre de la Justice. Pourtant, les révolutionnaires redoutaient toujours un retournement de situation en faveur des royalistes, pensant que ceux-ci ne les épargneraient pas. Selon François Furet, c’est davantage la partie populaire des sans-culottes que ceux qui les mènent qui prit peur : peur de la trahison, et peur chez les volontaires qui allaient partir que leurs femmes et leurs enfants subissent des représailles en leur absence.

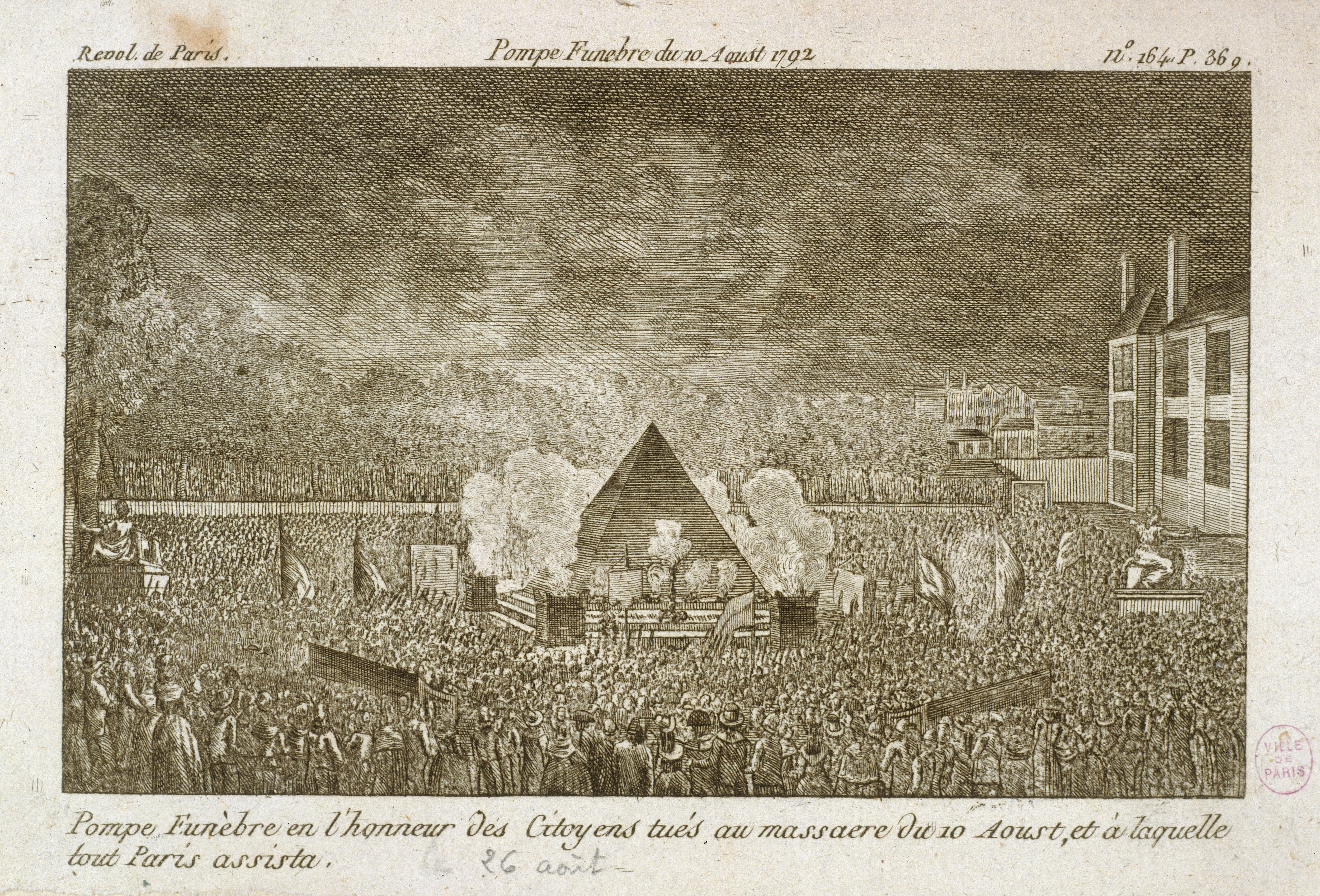
Célébration tenue aux Tuileries le 26 août 1792 en l'honneur des victimes du 10 août. Gravure anonyme, 1792, musée Carnavalet.

Les patriotes s’exaspèrent également de la lenteur du tribunal du 17 août, qui, jusqu'au 26 août, ne prononce que trois condamnations à mort et libère certains suspects faute de preuves. La tension monta encore d’un cran le 26 août, lors de l’énorme cérémonie funèbre organisée aux Tuileries en mémoire des morts du 10 août. C’est alors que les municipalités furent autorisées à effectuer des visites domiciliaires, ce qui conduisit à de nombreuses arrestations de suspects qui remplirent les prisons. À Paris notamment, les portes de la ville furent fermées le 29 août au soir à 22 heures, et les visites se succédèrent jusqu’au soir du 31.
Sur la proposition des militaires, le ministre de l’Intérieur Roland, ainsi que quelques girondins, voulurent déplacer le gouvernement sur les bords de la Loire et évacuer la capitale, le gouvernement et l’Assemblée se trouvant à l’abri des Prussiens, mais aussi de la Commune et des clubs. Danton, ministre de la Justice, s’opposa énergiquement à cette solution, le 2 septembre, dans un discours célèbre, où il dit : « Le tocsin qu’on va sonner n’est point un signal d’alarme, c’est la charge sur les ennemis de la patrie » et qu’il termine par le célèbre « de l’audace, encore de l’audace, toujours de l’audace ». Le bruit se met à courir que les royalistes arrêtés le 10 août méditent un complot, du fond des prisons où ils sont détenus, prêts à s’appuyer sur les prisonniers de droits communs qu’ils côtoient pour égorger les patriotes. Ce thème du "complot des prisons" contribue fortement à l’excitation des esprits et à l’amplification de la peur chez les révolutionnaires. Dans ce contexte, l’annonce simultanée du siège de Verdun, de l’acquittement de Montmorin, la publication d’une lettre d’un espion des émigrés indiquant les activités royalistes à l’intérieur même de Paris poussent les angoisses des sectionnaires à leur paroxysme. La section Poissonnière est la première à adopter une motion exigeant le jugement rapide des prisonniers, suivie par quatre autres le même jour. D’autres sections s’insurgent contre les atermoiements et les déficiences du tribunal du 17 août en demandant une justice plus rapide.

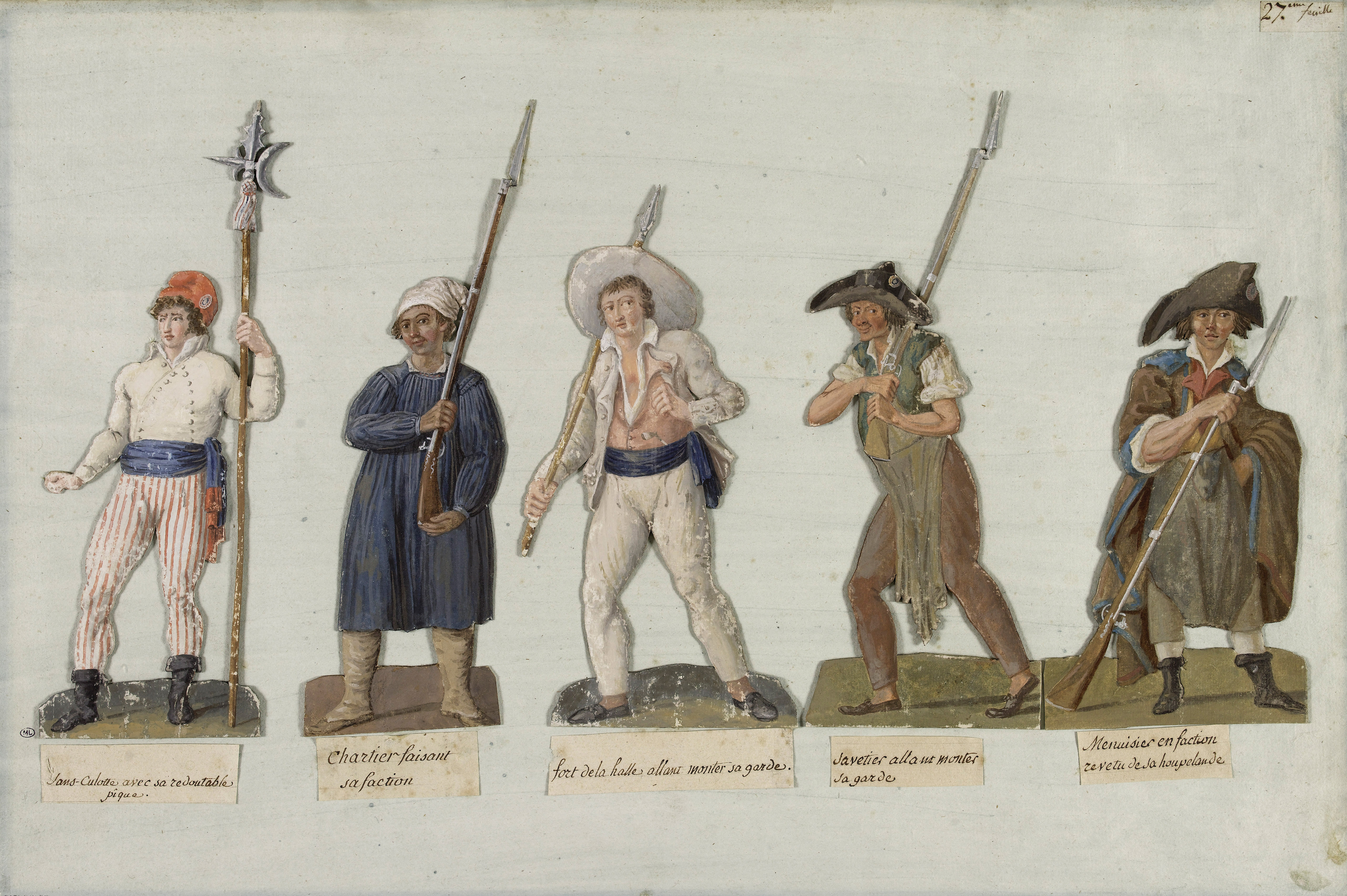
Sans-culottes en armes, gouache de Jean-Baptiste Lesueur, vers 1793-1794, musée Carnavalet.

C'est dans ce contexte que la Gironde réclame, le 30 août, la dissolution de la Commune insurrectionnelle, décision maladroite de l'avis de Jean-Paul Bertaud, laquelle contribue à renforcer un sentiment d’abandon parmi les sans-culottes qui se sentent ainsi lâchés par une partie importante des hommes dominant l’Assemblée et participant au gouvernement. Dès lors ils ne voient leur salut qu’entre leurs mains.
Outre la peur devant les menaces contre-révolutionnaires intérieure et extérieure, les sectionnaires et les fédérés sont animés, après les combats du 10 août 1792, qui ont vu nombre des leurs tomber sous les balles des gardes suisses et des aristocrates, par une volonté de vengeance inassouvie. Cet état d'esprit fut avivé par la cérémonie du 27 août, orchestrée par Sergent-Marceau, au cours de laquelle on pouvait contempler une grande pyramide de serge noire recouvrant le grand bassin devant les Tuileries sur laquelle étaient inscrits les noms de tous les massacres commis par les aristocrates depuis le début de la Révolution : à Nîmes, à Nancy, au Champ-de-Mars, en Provence ou à Marseille. Une procession fut également organisée : les veuves et les orphelines l'ouvraient, en robe blanche et ceinture noire mêlée de tricolore, suivies par des sarcophages représentant les victimes du 10 août accompagnés par des fédérés sabre au poing et des bannières sur lesquelles étaient tracées des inscriptions vengeresses. Puis venaient les statues de la Loi et de la Liberté, les membres du tribunal criminel du 17 août, les 288 membres de la Commune de Paris, enfin les députés de l'Assemblée, des couronnes civiques à la main. Une musique de Gossec accompagnait des vers funèbres de Marie-Joseph Chénier, tandis qu'une guillotine avait été dressée en face, sur la place du Carrousel, pour signifier le sort qui attendait ceux qui s'opposaient à la marche de la Révolution.
Plus largement, les massacres de septembre s’inscrivent dans un contexte de montée de la violence meurtrière contre les supposés ennemis de la Nation. Celle-ci, pendant tout l’été 1792, connaît trois pics : après le 11 juillet avec la déclaration de la Patrie en danger, après le 10 août avec la prise des Tuileries et après les massacres de septembre. À chaque fois, les auteurs des massacres sont des volontaires, des fédérés, des troupes de gendarmes en déplacement. Les victimes privilégiées sont des prêtres insermentés, des aristocrates et parfois même des prisonniers de droit commun suspectés de vouloir affamer le peuple (comme les fabricants de faux assignats), et donc de la contre-révolution, ou des criminels qui, côtoyant les aristocrates emprisonnés, pouvaient tomber sous leur influence et devenir leurs complices dans leurs menées contre-révolutionnaires. En dehors des massacres de début septembre, on compte de juillet à octobre 1792, près de cinquante massacres, faisant plus de cent victimes, sur toute la France.

### La presse et les écrits avant et pendant les massacres
Les historiens actuels ne considèrent plus que la presse ait joué un rôle déclencheur dans les massacres. Elle est jugée comme secondaire par des historiens comme François Furet et Denis Richet. Au maximum, Frédéric Bluche considère son rôle comme non négligeable mais guère plus,. Journalistes, polémistes ou pamphlétaires, dans cette période perturbée, reflètent une image fidèle de l’opinion patriote de Paris, mais aussi de certaines régions de France. De ce fait, la presse ayant prophétisé les massacres, ne se trouva pas prise au dépourvu lors de leur exécution. Car, les journaux, seuls moyens de communication de masse à cette époque, jouent un rôle essentiel dans la propagation et l’entretien de diverses rumeurs ; contre l’ennemi de l’extérieur d’abord, qui a franchi la frontière et est soupçonné de se livrer aux pires cruautés. Ces horreurs supposées accentuant les sentiments de peur, de colère, ou de haine. Puis, contre l’ennemi de l’intérieur, en contribuant à pousser le peuple à se faire justice lui-même. Cet ennemi de l’intérieur n’attendant que l’arrivée des coalisés pour mettre le pays à feu et à sang. « Vaincre ou périr » peut sembler devenir pour les Français de 1792 la seule alternative restante. La presse préconisa le choix de la première solution.

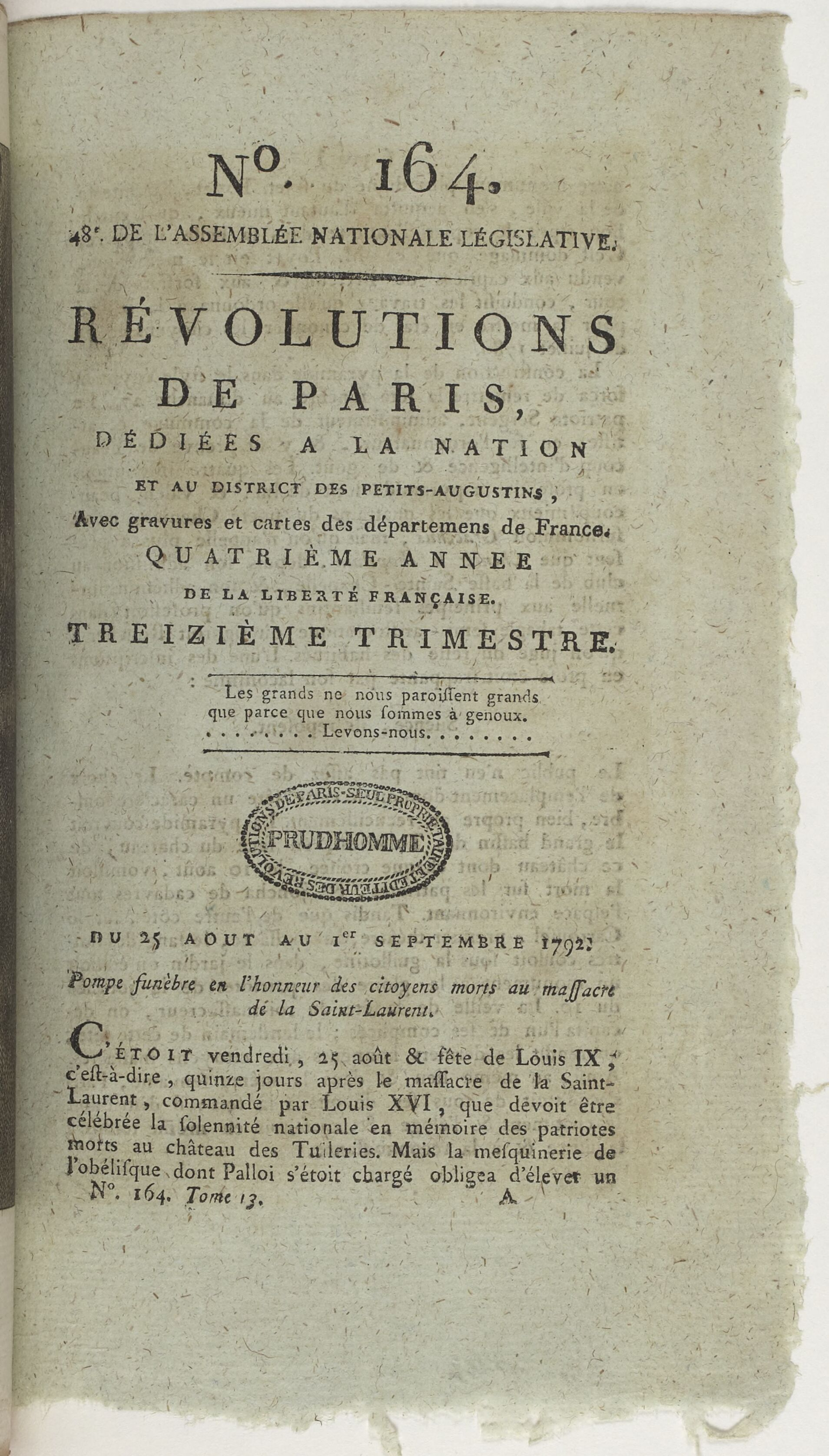
Les Révolutions de Paris, no 164, 25 août-1er septembre 1792.

Parmi les publications contre l’envahisseur, il y a la lettre venue d’Allemagne, le Plan des forces coalisées contre la France, dont le Moniteur, le journal officiel, qui la publie le 1er septembre, assure qu’il l’avait reçue d’Allemagne et qui est diffusée les 2 et 3 septembre suivants par les divers journaux parisiens. Cette lettre, décrit les sévices que ferait subir l’armée des coalisés aux patriotes : « …les révolutionnaires seraient suppliciés… », et se terminait par : « …Car des déserts sont préférables à des peuples de révoltés ». Les Révolutions de Paris dans leur numéro des 25 août et 1er septembre décrit avec complaisance ce qu’aurait été la contre-révolution sans le 10 août ; cette publication est relayée par le numéro du 2 septembre du Journal universel. Dans son numéro suivant, le même journal publie un article visiblement destiné à faire peur ; décrivant les horreurs commises dans les territoires occupés par l’envahisseur et appelant à des représailles.
D’autres publications incitent directement le peuple à agir par lui-même contre l’ennemi de l’intérieur. Marat a toujours appelé à l’élimination des adversaires de la Révolution dans son journal L’Ami du peuple, et continue d’écrire ses formules sanguinaires. Sa feuille est interrompue le 21 août, pour trois semaines, après un article publié le 19 août, dans lequel il appelle comme à son habitude au massacre des ennemis de la Révolution. Mais habituellement, il est seul à tenir ce langage : fin août 1792, ses appels sont repris et amplifiés par le reste de la presse. Des journalistes et pamphlétaires poussent le peuple à la « purge des prisons », comme Fréron qui, dans une série d’articles dans L'Orateur du peuple, se fait beaucoup plus impitoyable que Marat lui-même. En souscrivant aux solutions les plus radicales, ce polémiste encourage incontestablement l’esprit meurtrier chez ses lecteurs.
Les feuilles girondines ne sont pas en reste ; quatre sur cinq s’accommodent des massacres, tels Louvet, dans son journal La sentinelle, lequel dépeint « …Les dangers que font courir les aristocrates et les traîtres… », suivi par son collègue Carra qui, dès le 13 août, dans ses Annales patriotiques et littéraires, se déchaîne « …contre les perfides qui sont au sein de la France… » Mais le journaliste Gorsas, dans son Courrier des 83 départements va plus loin en applaudissant aux massacres : « …Tous les scélérats ont vécu, les innocents sont sauvés ». Il persiste dans cette apologie jusqu’au 16 septembre. Vingt journaux abordent ces hécatombes dans la période où elles se déroulent. Seul Le Patriote français de Brissot s’oppose à la thèse du complot puis condamne les massacres.
La presse royaliste est muselée après le 10 août : elle ne peut être imprimée, ses presses ayant été confisquées au profit des patriotes.
Les affiches (on disait placards à l’époque) sont nombreuses également et diffusent le même message ou invitant les patriotes à « purger la nation des conspirateurs avant de courir aux frontières ».
Le gouvernement provisoire ne fit rien pour apaiser la situation et publia aussi des écrits discutables, tel Danton, le ministre de la Justice, qui dans sa proclamation du 25 août, diffusait un texte se terminant par : « …sans les traîtres, le combat serait bientôt fini… », puis, début septembre, fait publier l’affiche Compte rendu du peuple souverain, rédigée par Fabre d'Églantine, secrétaire général de Danton, affiche appelant au massacre et dont les numéros suivants les justifient ou bien Roland, le ministre girondin de l’Intérieur, qui, dans une circulaire du 27 août, affirme que : « Toute mesure préservatrice est bonne dans la crise extrême des dangers », et réitère le 1er septembre suivant avec l’annonce de la publication de documents découverts aux Tuileries.

## Déroulement

### 2 septembre 1792

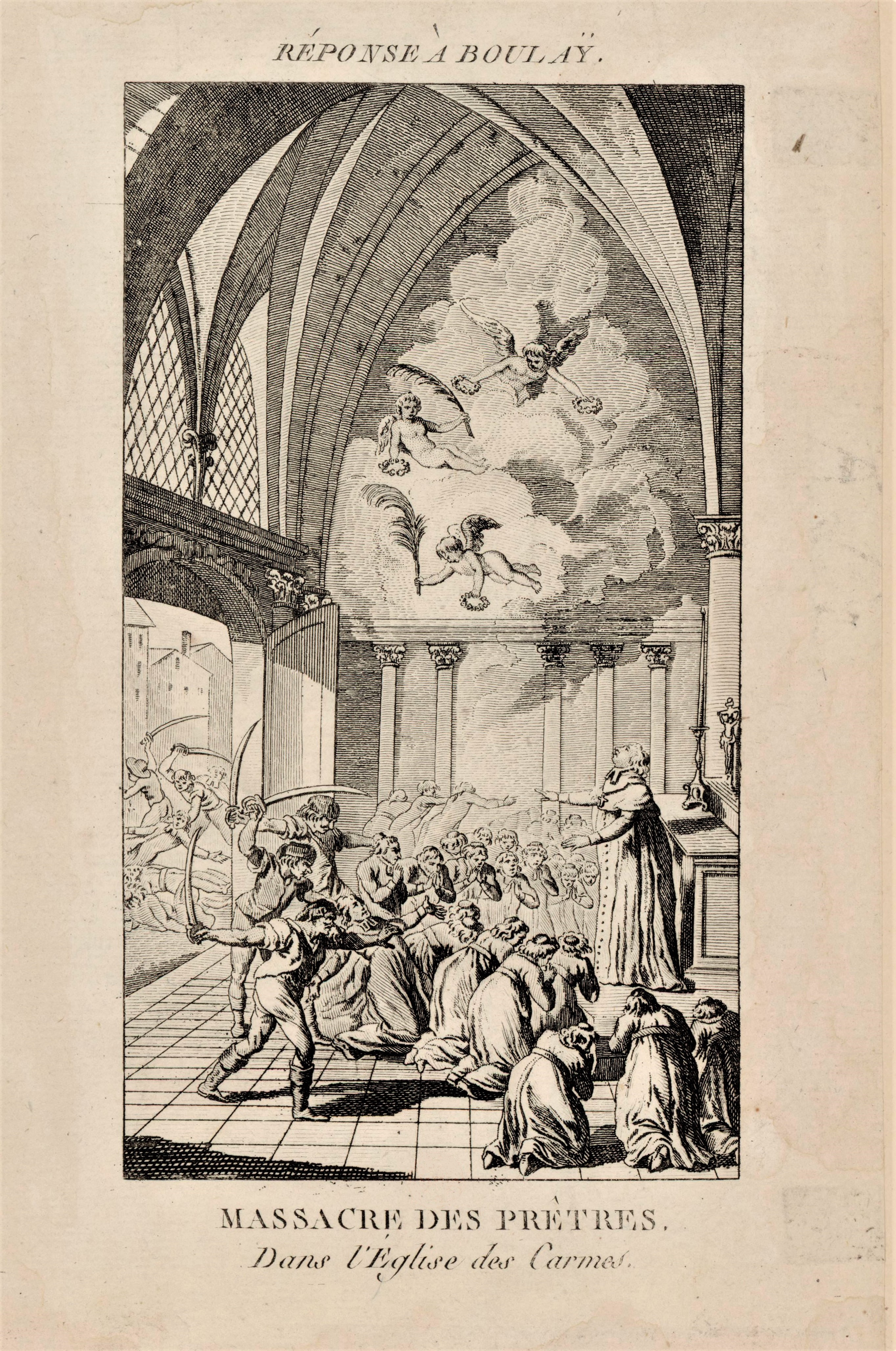
Massacre des prêtres à la prison des Carmes, estampe de la fin du XVIIIe siècle.

Verdun tombe le 2 septembre, mais la nouvelle n’arrive à Paris que bien plus tard. Cependant, dès le 2 septembre, la rumeur se répand dans la ville, augmentant la panique.
Les massacres commencent ce jour, deux heures après le discours de Danton appelant à l’audace et qui permet le maintien du gouvernement à Paris.
À 14 heures, un groupe de 24 prêtres réfractaires est convoyé du dépôt de l’Hôtel de ville à la prison de l'Abbaye, sous l’escorte de gardes nationaux,. Le déclenchement des massacres est dû à cette initiative du comité de surveillance,. L’escorte, formée d’ardents révolutionnaires, insulte et rudoie les prêtres tout au long du trajet au point que plusieurs de ces derniers sont blessés. Le convoi ralentit, freiné par la foule, avant d’arriver à la prison de l’Abbaye. Le moment précis de la formation de l’attroupement devant cette prison, avant ou après l’arrivée du convoi, est discuté, et indéterminable selon Frédéric Bluche. Les prisonniers sont alors la cible de coups et d’insultes venus de la foule. Roger Dupuy signale qu’un prêtre, pour se défendre, aurait donné involontairement un coup de canne à un fédéré. Arrivés à l’Abbaye, des hommes armés, pour la plupart adjoints de l’escorte, demandent alors à la section des Quatre-Nations de juger les prêtres promptement. Brièvement interrogés, dix neuf prêtres sont immédiatement exécutés. Cinq d’entre eux sont épargnés, dont l’abbé Sicard, reconnu et protégé par un membre du comité de la section, ; les quatre autres, dans la confusion, ayant été assis par ruse parmi les juges eurent la vie sauve. Ces exécutions, avec les interrogatoires, ne durent au total pas plus de 30 à 60 minutes.

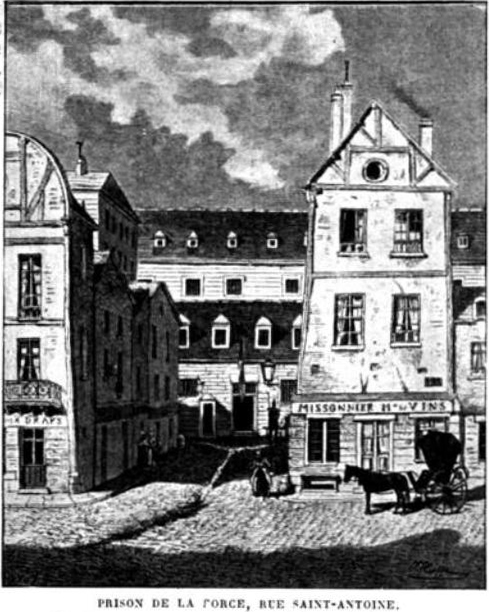
La prison de la Force, vue de la rue Saint-Antoine (dessin, 1821).
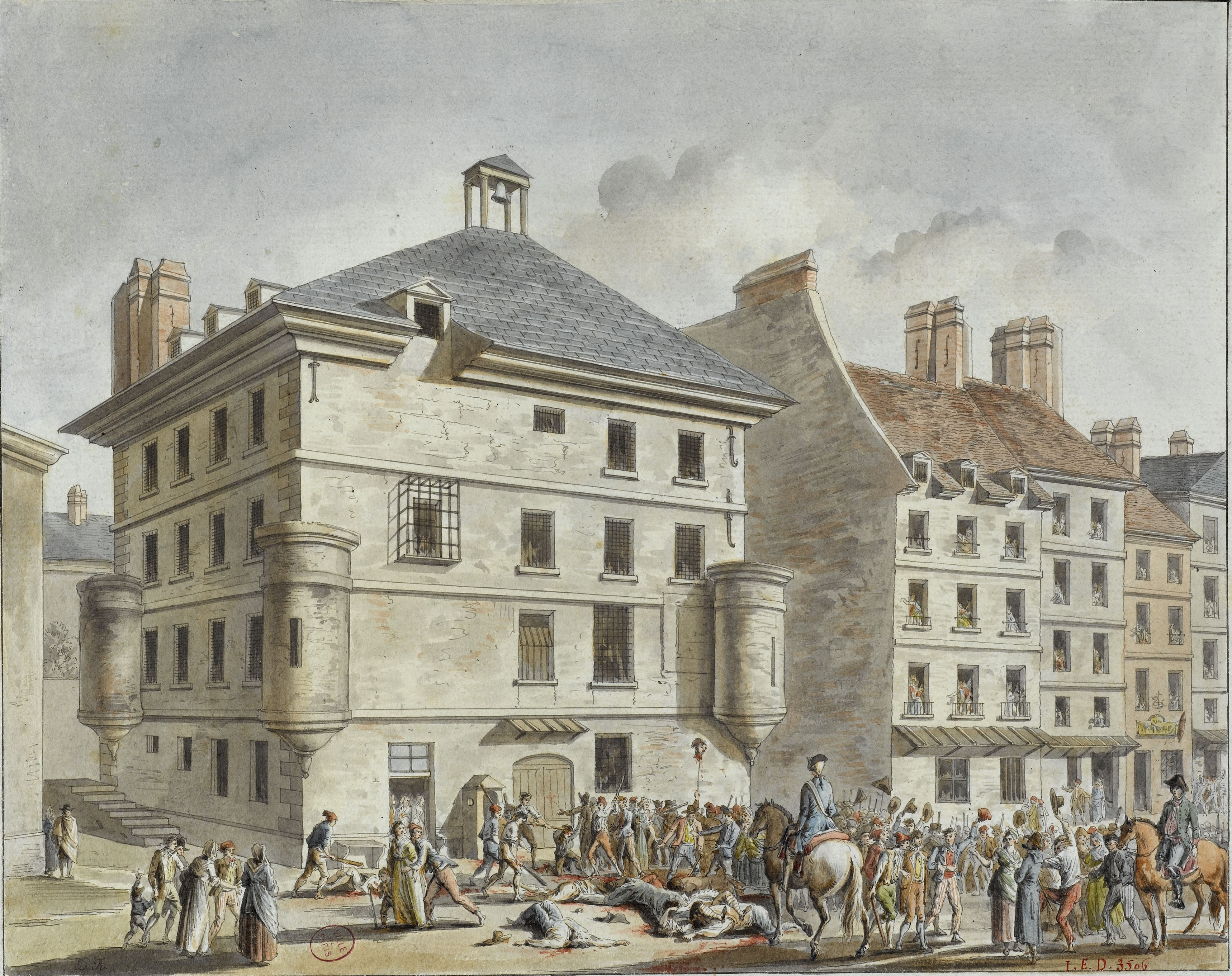
Les massacres de Septembre à la prison de l'Abbaye. Aquarelle de Jules-Adolphe Chauvet, musée Carnavalet, XIXe siècle.
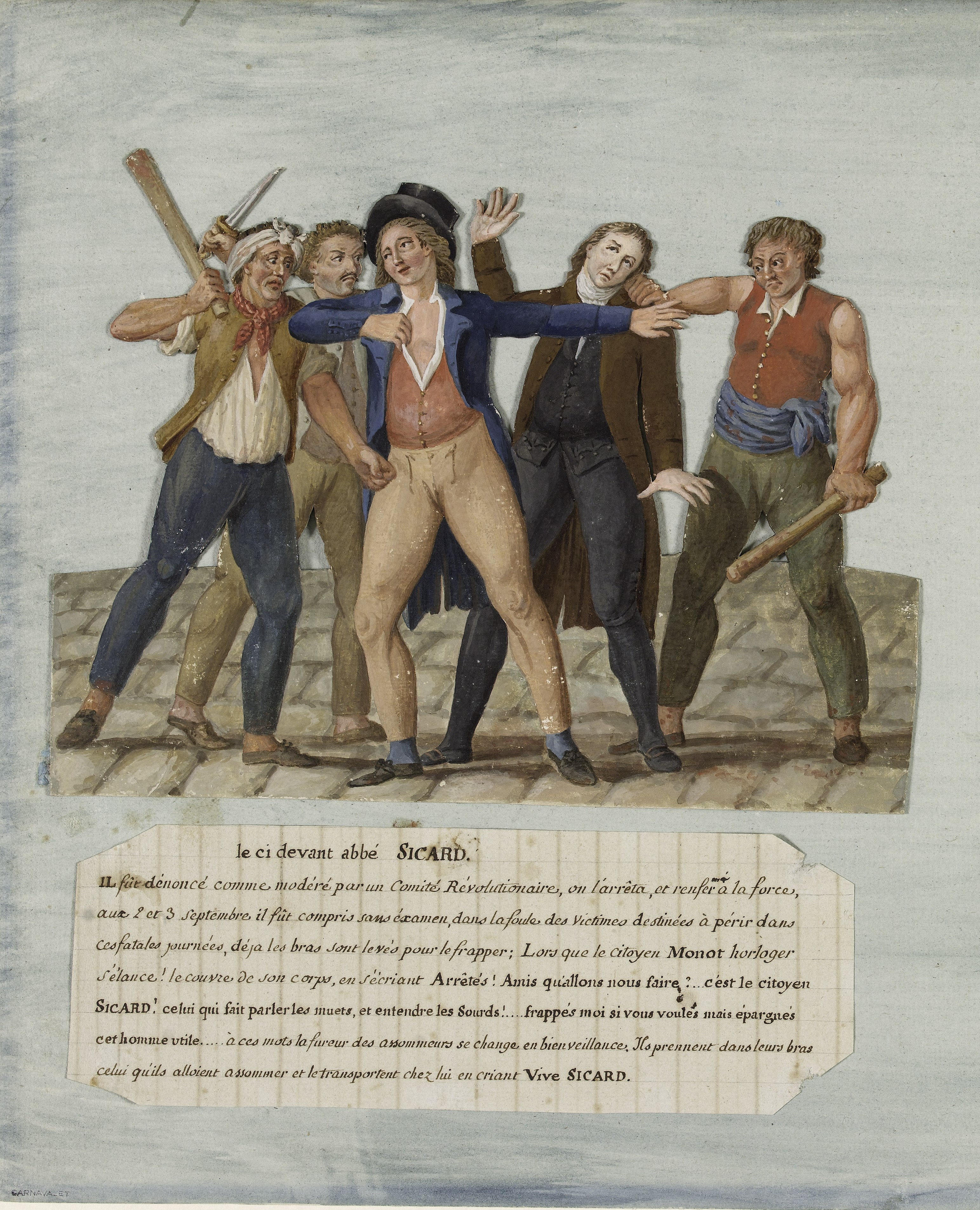
L'abbé Sicard est épargné lors des massacres. Gouache de Jean-Baptiste Lesueur, vers 1793-1794, musée Carnavalet.

D'après G. Lenotre, les 24 prêtres réfractaires ont été convoyés par quatre fiacres. Pendant le convoyage, trois coups de canons lointains se sont fait entendre, faisant taire la foule surchauffée autour des fiacres. « On vit alors émerger de l'un des fiacres un grand jeune homme [...] qui semblant hésiter, tournant la tête à droite et à gauche, cria : Grace ! Grace !...Pardon !. Ces mots réveillèrent la populace qui se mit à hurler ; il y eut autour du fiacre une bousculade, dix sabres s'abattirent sur le jeune prêtre [...]. Les voitures poussées par la foule [...] débouchèrent dans la cour abbatiale. Là, devant le portail même de l'église, elles s’arrêtèrent ; la foule se rua, et des 24 prêtres qu'elles contenaient, 22 furent égorgés sur-le-champ. » Cette version semble plus juste puisque l'abbé Sicard ne faisait pas partie des voitures, et qu'il était déjà dans l'abbaye.

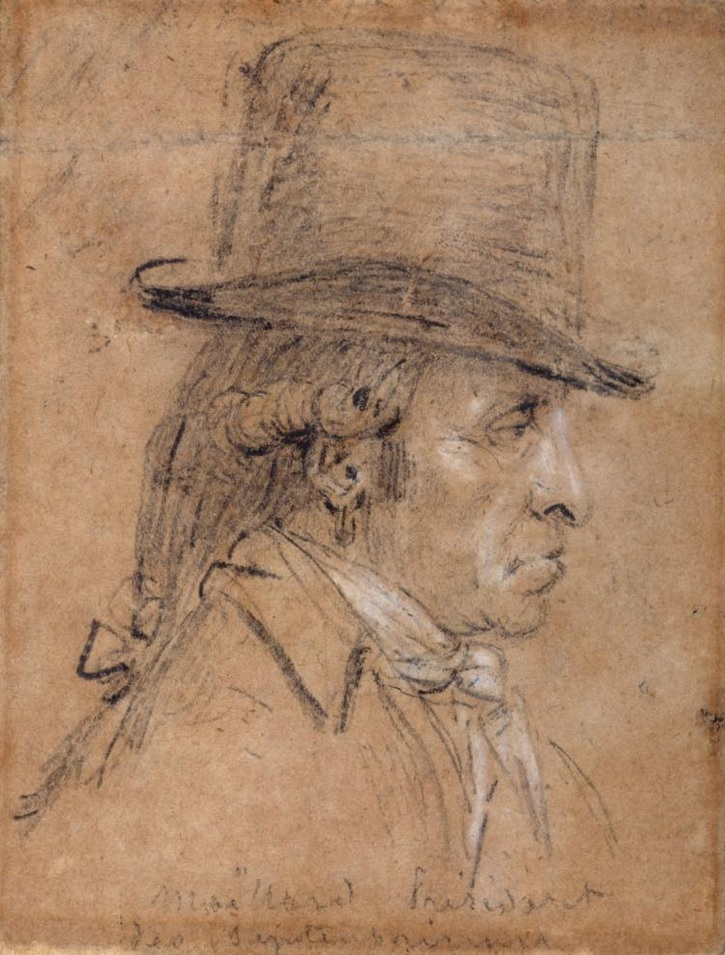
Stanislas-Marie Maillard, croquis d'audience par Gabriel.

Stanislas Maillard préside une « commission populaire » qui rend ces jugements. Le choix des coupables s'opéra à l’aide d’un registre d’écrou informant les juges sur l'internement des suspects. Les vérifications, comme les interrogatoires, sont sommaires. Quelques rares acquittements ont lieu, lorsque le public murmure contre l’exécution de certains prisonniers. La plupart des jugements sont cependant accueillis par des vivats. L'expression consacrée pour la mise à mort est : « à la Force », ce qui pouvait laisser supposer un transfert simple à la prison de la Force. Mais dès qu’ils franchissent le seuil de la prison débouchant sur la place de l'Abbaye, les prisonniers tombent sous les piques ou les baïonnettes. Le cri : « Vive la nation » signifie l’acquittement ; même s’ils sont rares, Frédéric Bluche considère que cette commission Maillard a pu limiter le nombre des exécutions.
Vers 16 heures, un groupe armé se rend à la prison des Carmes, où 150 prêtres insermentés ont été enfermés après le 10 août. Une heure auparavant, était passé le juge de paix Joachim Ceyra qui avait procédé avec célérité à l’appel des prisonniers, puis s’était tout aussi prestement retiré. Les prêtres sont alors poussés vers le jardin.
Aussitôt la tuerie débute par une fusillade, puis à coups de piques et de sabres ; certains religieux cherchent refuge à la chapelle, mais sont entraînés de force et exécutés dans le jardin ; certains toutefois réussissent à s’échapper (tel l'abbé de Keravenan). L’arrivée du Commissaire de la section du Luxembourg, Jean-Denis Violette, suspend pour un instant les massacres. Celui-ci établit une procédure en faisant office de juge occasionnel et fait comparaître les prêtres survivants. Les jugements consistent en une rapide vérification d’identité et un verdict rapide. Peu avant six heures tout est terminé, après 115 exécutions. Les quelques prêtres rescapés sont conduits au siège de la section du Luxembourg.
La nouvelle des massacres s’étant largement diffusée, les prisonniers alternaient entre espoir et abattement.
Vers 20 heures, les massacres commencent à la Conciergerie et s’achèvent définitivement dans la nuit. Pour accélérer le rythme des exécutions, une deuxième section est ajoutée au tribunal ; parmi les victimes, le général de Beaufort et les juges hostiles au mouvement populaire de la journée du 20 juin précédent. Ils commencent à 23 h au Grand-Châtelet, et s’y poursuivent jusqu’à 4 heures du matin.

### 3 septembre

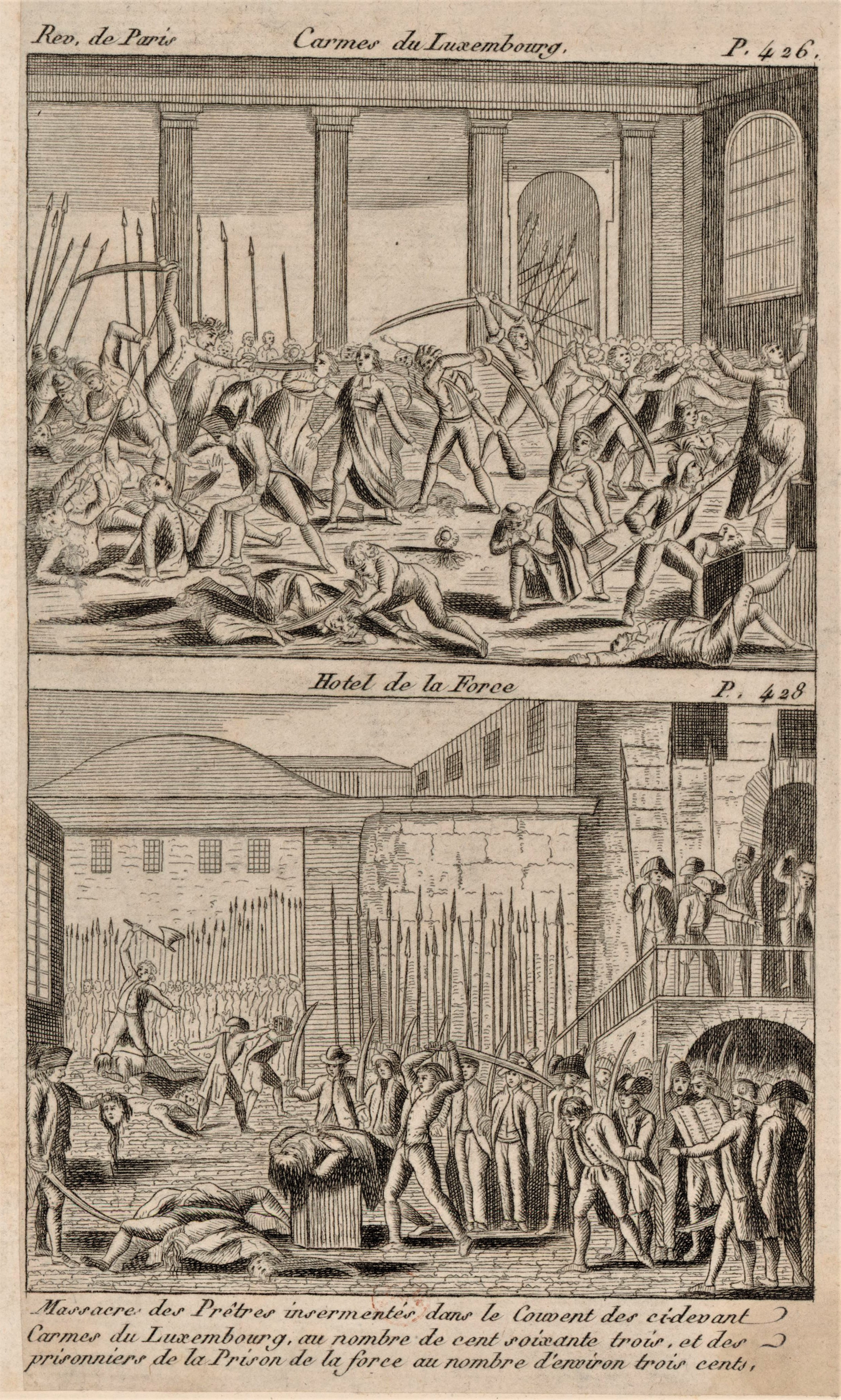
Massacres de prêtres aux Carmes et d'autres prisonniers à La Force. Gravure de la fin du XVIIIe siècle.

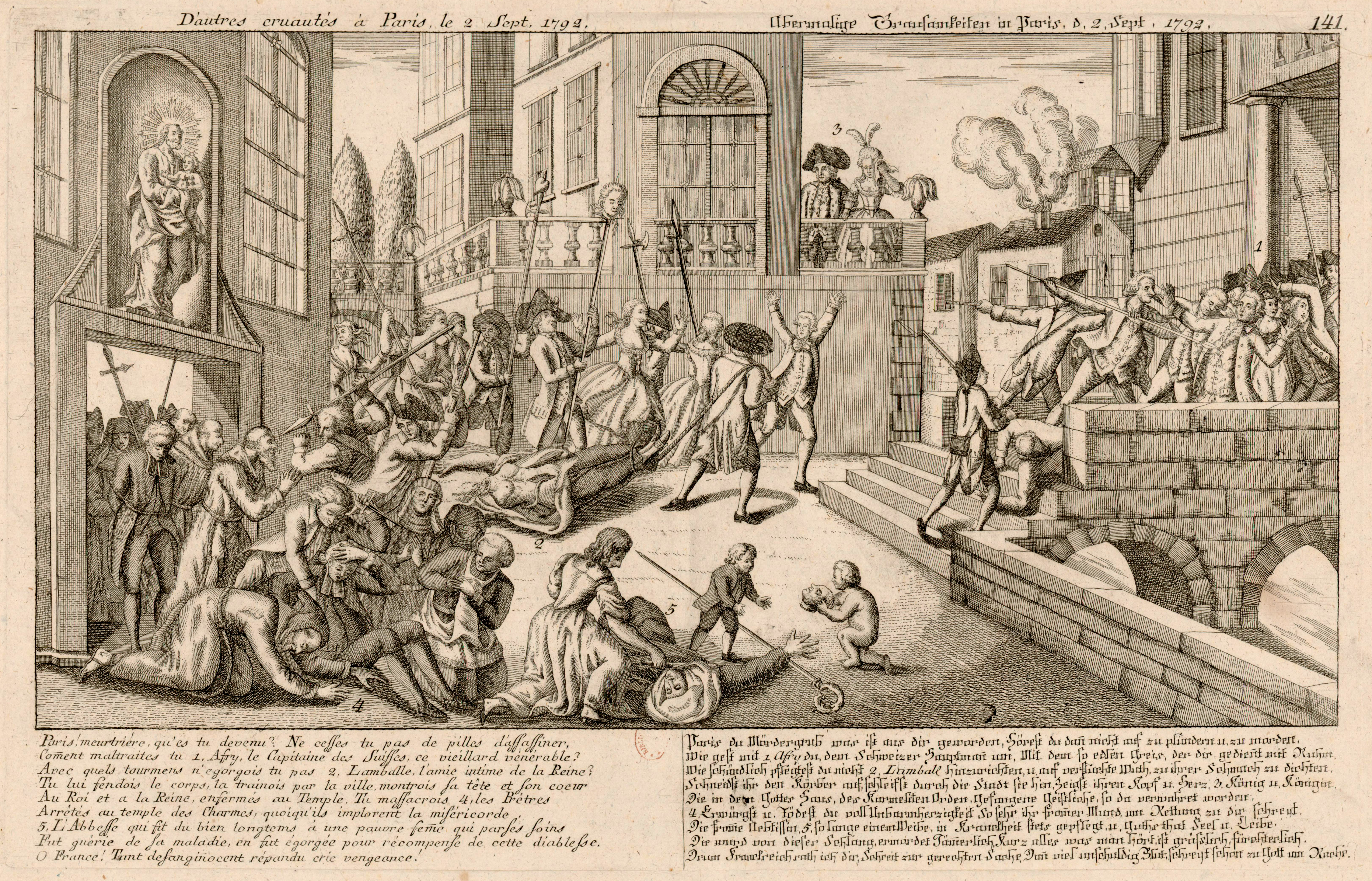
Représentation du massacre de Madame de Lamballe. « D'autres cruautés à Paris le 2 sept. 1792 », estampe publiée à Augsbourg par Johann Martin Will, vers 1792-1793.

À minuit, dans la nuit du 2 au 3, le massacre s’étend à la Grande-Force, où, comme pour les prisons de l’Abbaye, des Carmes ou du Châtelet, une forme de justice rudimentaire est mise en place. En cette matinée du 3 septembre, Jacques-René Hébert était le président de ce tribunal improvisé. Assisté par Monneuse et Rossignol, il fait comparaître la princesse de Lamballe (qui était écrouée à la Petite-Force, partie pénitentiaire réservée aux femmes) depuis le 19 août. Elle est élargie, mais presque aussitôt exécutée par la foule à sa sortie. Ce sera la seule femme assassinée dans cette prison. Dans le cas des 211 autres détenues, 197 d'entre elles furent libérées avec l'aide du personnel pénitentiaire dans la nuit du 2 au 3 Septembre. Le lendemain, le procureur Manuel, qui souhaitait faire élargir les autres femmes, envoya sur les lieux trois commissaires : Messieurs Truchon, Duval-Destain, et Hardy, qui firent sortir 24 autres prisonnières, dont la marquise de Tourzel, qui fut écrouée en même temps que la princesse de Lamballe. La concierge de la Petite-Force, la veuve Hiancre, donna sa version des faits lors des épisodes de Septembre, voici son rapport :
Rapport de la dame Hiancre, concierge des prisons du petit hôtel de la Force.
« Le lundi 3 septembre 1792, l'an IV de la liberté, etc., une multitude d'hommes armés est entrée dans le petit hôtel de la Force par le moyen de l'ouverture des portes de la prison des hommes. Aussitôt qu'ils ont été dans la prison, ils ont demandé les prisonnières. On leur a observé qu'on ne pouvait pas leur livrer sans l'autorisation de la municipalité. Ils ont commencé par demander Mme Lamballe, ils ont forcé le guichetier dépositaire des clefs de marcher avec eux et de leur ouvrir les portes de la chambre dans laquelle elle était renfermée, ainsi que celles des autres dames qui étaient détenues dans ledit hôtel, et ils les ont fait passer du côté de la prison des hommes pour leur faire subir un interrogatoire ; une heure et demie après ils sont venus contraindre de leur ouvrir les portes de toutes les chambres et lieux où étaient renfermées toutes les autres femmes. Le peuple qui était au dehors a demandé qu'on ne laissât point sortir ces femmes en liberté sans faire justice des coupables. Dans cet instant, la force armée du dedans s'est transportée du côté de la rue Pavée, pour forcer les guichetiers à laisser sortir toutes les femmes librement ; on a observé au peuple que la consigne donnée à la gendarmerie qui était de garde à la porte était de ne laisser sortir par cette même porte aucune prisonnière ; alors cette multitude d'hommes armés est allée chercher M. Dangé, officier municipal ; il est venu au même moment. Après en avoir interrogé plusieurs, il s'est transporté à la porte de la prison, où il a dit qu'on pouvait laisser sortir les prisonnières ; il lui a été observé que la majeure partie de ces femmes étaient criminelles et qu'il y en avait plusieurs de jugées et condamnées à des peines quelconques. M. Dangé a fait cette observation au peuple armé, en déclarant qu'il n'entendait pas mettre en liberté les femmes coupables. Il a même invité la force armée à boucher les rues pour les faire arrêter, ce qui n'a pas été exécuté ».
Le nombre des femmes détenues était de 212.

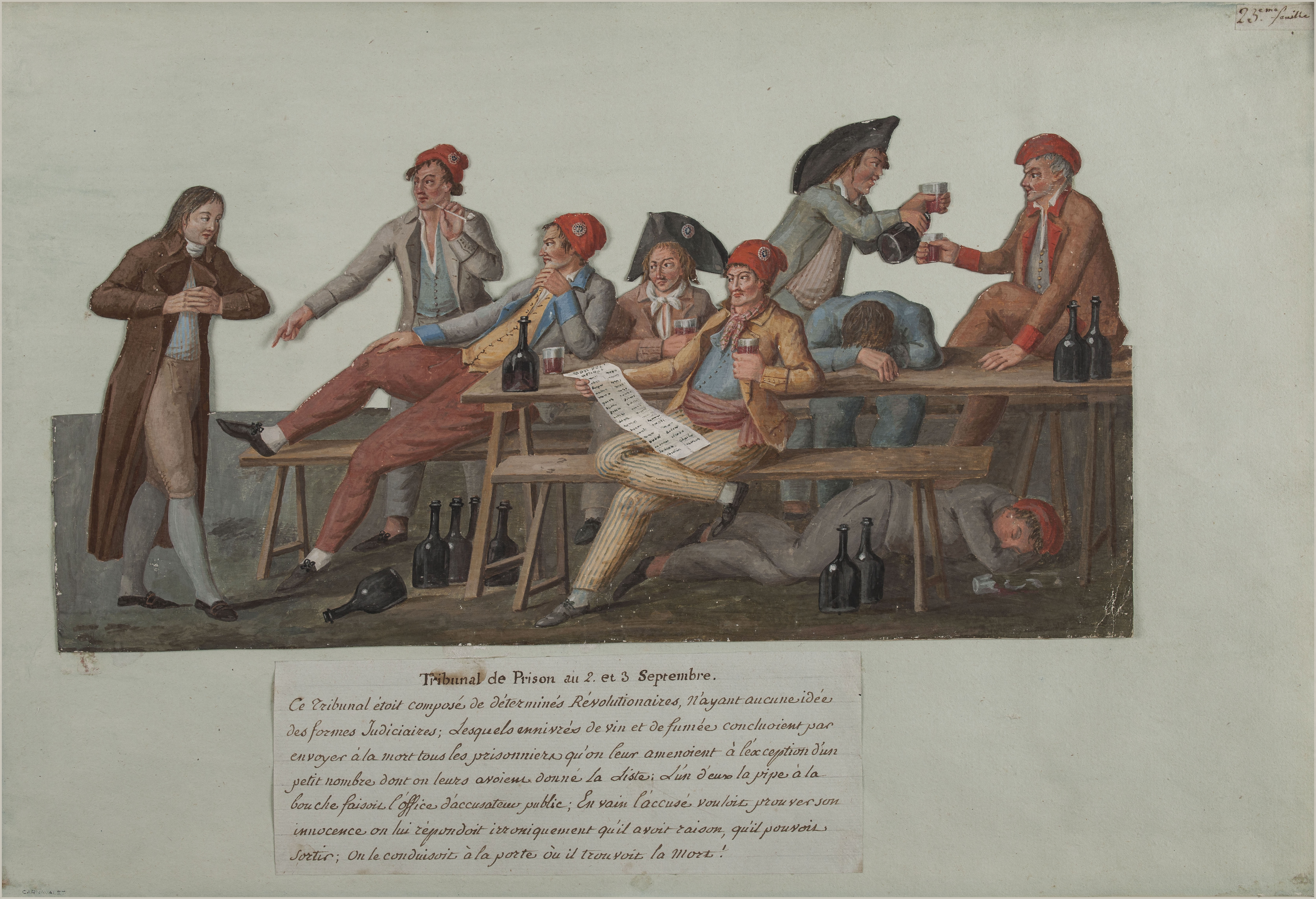
Tribunal de Prison au 2 et 3 septembre, gouache de Jean-Baptiste Lesueur, vers 1792-1795, musée Carnavalet.

Le matin du 3, à la prison de Saint-Firmin, 75 ou 76 prisonniers (soit 80 % des prisonniers) sont massacrés. Dans le même temps, les bagnards du dépôt de la tour Saint-Bernard sont presque tous exécutés.
Dès la journée du 2 septembre, une rumeur s’était propagée sur la prison de Bicêtre, où se seraient trouvées des armes en grande quantité, qu’une conspiration armée se préparait en relation avec les autres prisons de Paris ; rumeur sans fondement. Sur la foi de cette rumeur, l’après-midi du lundi 3 septembre, les massacreurs se portent jusqu'à cette prison, où ils agissent sous la protection de 1 500 à 2 000 sectionnaires équipés de canons. Au soir, le « travail » était inachevé, mais s’arrêta pour la nuit. Parmi les victimes on compte trente-trois enfants.
Au même moment, environ 250 hommes armés pénètrent dans la Salpêtrière, pendant féminin de Bicêtre, et libèrent 186 recluses, dans le but de les soustraire à la loi. Un détachement fourni de la garde nationale de la section de Mauconseil, arrivé vers dix-neuf heures, parvient à faire évacuer l'établissement,.
Dans la matinée, le massacre s’arrête définitivement à la prison de l'Abbaye. Sur un nombre estimé de 238 internés, le nombre de victimes se situerait entre 139 et 179.
Le comité de surveillance, sous l’inspiration de Marat, qui en était l'un des membres, appelle, par une circulaire contresignée par Danton, ministre de la Justice, à la généralisation des massacres dans toute la France,.

### Du 4 septembre à la fin des massacres à Paris

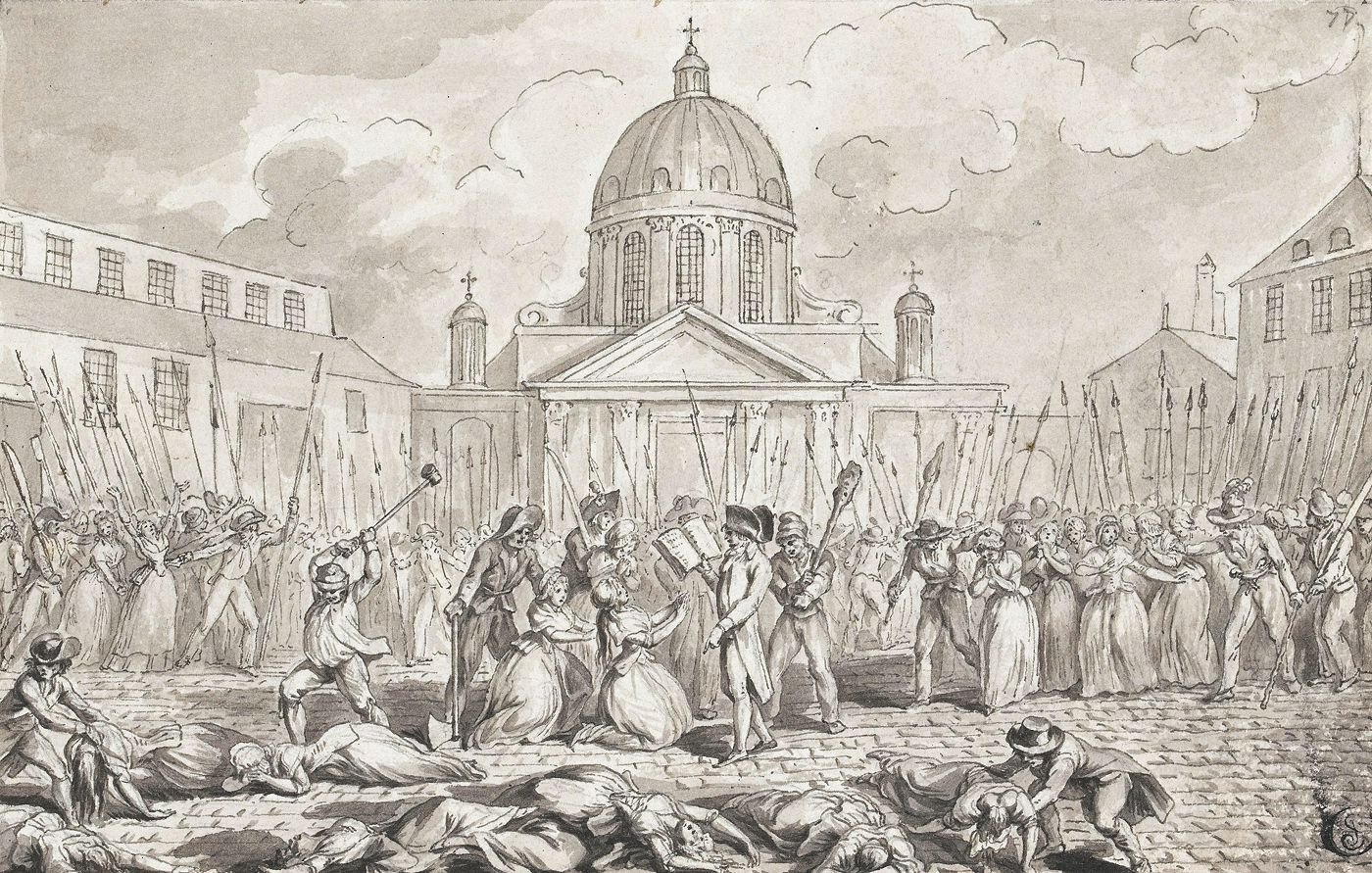
Massacre de femmes à la Salpêtrière (3 septembre 1792), gravure anonyme [1793].

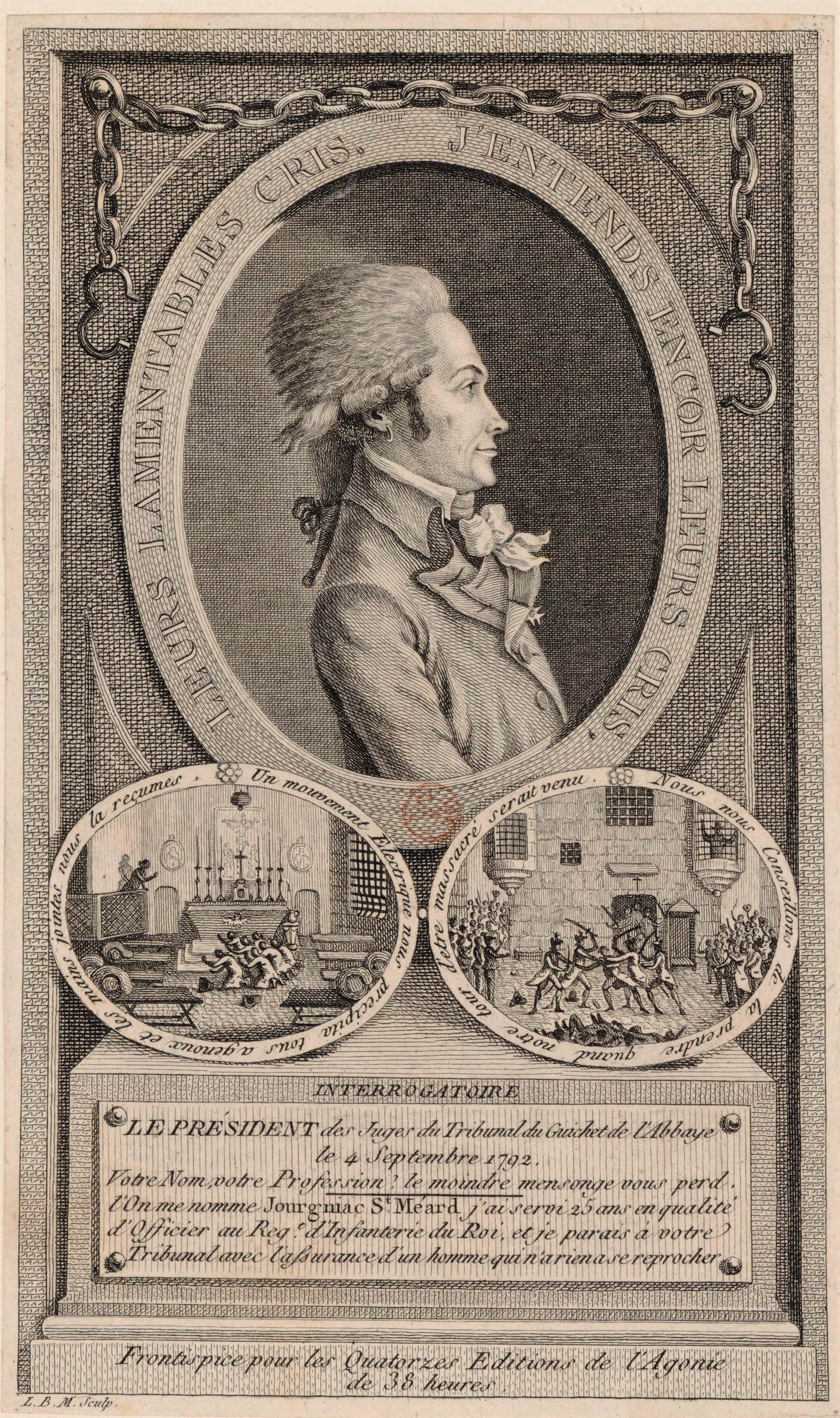
Le Président des juges du tribunal de la prison de l'Abbaye le 4 septembre 1792, gravure signée Boudelou [1792].

Le massacre reprend à Bicêtre le matin du 4 et s’arrête manifestement à 15 h 00. Sur approximativement 411 détenus, le nombre de victimes se situe entre 162 et 172.
À l’hospice-prison de la Salpêtrière, l'économe, Dommey, inquiet de ce que des citoyens armés entrent librement dans les bâtiments et du bruit qui courait, suivant lequel des hommes et des femmes interviendraient dans la journée, écrit le matin du 4 septembre à Pétion et à la section du Finistère pour demander de l'aide. Pétion était absent, et Santerre ne bouge pas. Quant à la section du Finistère, elle se contente d'envoyer deux commissaires, Mathieu François Brunet et Charles Gombert Bertrand. En fin d'après-midi, une bande d'hommes qui avaient participé aux massacres de Bicêtre s'attroupe sur le boulevard de l'hôpital et se rend à la Salpêtrière. Deux commissaires municipaux, Simon et Michonis, auraient, selon leur rapport, tenté en vain de les retenir. À l'intérieur, un tribunal est improvisé et, après examen des registres, que l'économe avait été forcé de leur communiquer, ils tuent les 35 qui étaient flétries, soit 8 % des femmes emprisonnées. Cinquante-deux femmes sont libérées. Après la fin du massacre, les commissaires de la section, qui avaient assisté impuissants à la tuerie, procèdent avec deux « garçons de bureau » à l'inventaire des biens contenus dans les vêtements des victimes, soit 830 livres en assignat et en pièces, ainsi que quelques bijoux, déposés à la section, et font inhumer les cadavres dans le cimetière de l'hôpital. Les viols des cadavres sont donnés comme possibles par Frédéric Bluche, certains par Michelet, Carbonnières,, et évalués à une trentaine par Jean-Clément Martin. Parmi les victimes figurent Marie-Louise Nicolais, veuve de l'empoisonneur Antoine-François Desrues, âgée de 47 ans, « flétrie d'un (V) sur les deux épaules » et enfermée à la Salpêtrière depuis le 13 mars 1779. Parmi les victimes, se trouvent des enfants et des malades mentaux.
Le soir du 4, seul le tribunal de la Force continue à fonctionner, soit jusqu’au soir du 6, peut-être jusqu’au matin du 7. C’est le dernier tribunal improvisé à fonctionner à Paris. Sur un total de 408 prisonniers, 161 à 169 y sont exécutés, et ceci pour un travail d’une centaine d’heures.

### Les massacres dans le reste de la France
Le 4 septembre 1792, des hommes du 3e bataillon de volontaires de Seine-et-Oise, de passage à Charleville, exécutent le gouverneur de la place, le soupçonnant de trahison. C’est un épisode des massacres de Septembre.
La plupart des auteurs évoquent les massacres qui ont également lieu dans le reste de la France les jours suivants, dont les plus importants se situent à Meaux, Lyon, Caen, Gisors et Reims. Ils font 14 morts à Meaux, 11 à Lyon, 9 à Reims et sont le fait de volontaires, de gardes nationaux ou de fédérés, le massacre le plus imposant se situant à Versailles le 9 septembre, où, sur une cinquantaine de prisonniers transférés depuis Orléans, 42 ou 44 sont massacrés, dont l’ancien ministre Lessart, le comte-évêque Jean-Arnaud de Castellane et le duc de Brissac, ancien commandant de la garde constitutionnelle du Roi, dont la tête fut portée à Louveciennes à sa maîtresse Madame du Barry. Après quoi, 23 prisonniers de la ville, essentiellement de droit commun, sont à leur tour massacrés.

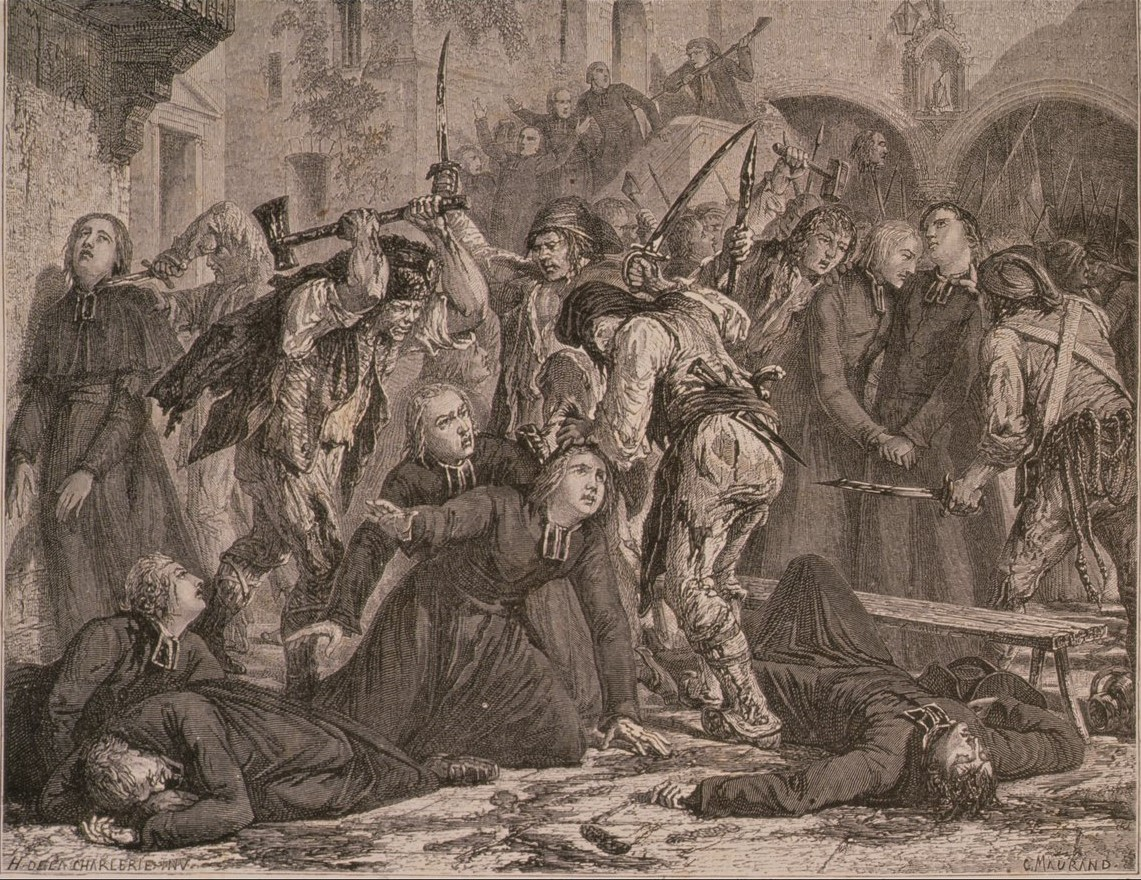
Massacre de prêtres en 1792. Gravure de Charles Maurand d'après Hippolyte de La Charlerie, XIXe siècle.

Outre les massacres déjà cités, on relève des tueries plus ou moins importantes dans l'Orne bien avant Paris, à Sens, à Marseille, à Lyon, à Toulon, à Lorient et sur les bords de la Loire,, pour un total d’environ trente massacres faisant 150 morts environ. F. Bluche replace ces massacres dans une longue suite d’agressions et de meurtres de personnes suspectées de menées contre-révolutionnaires, prêtres réfractaires, nobles, familles d’émigrés, très rarement des prisonniers de droit commun ; ces massacres durent tout l’été avec trois sommets : le 11 juillet et les jours qui suivent (proclamation de la Patrie en danger), le 10 août et les jours qui suivent (prise des Tuileries), et début septembre. Le bilan de l’été, de juillet à fin octobre, est de 72 épisodes violents pour 244 morts, (sans compter les massacres parisiens),, essentiellement dans le nord de la France (proche des zones de combat), dans le bassin parisien, et en Provence et dans la vallée du Rhône. Le quart des victimes sont des prêtres.

#### Massacres du 9 septembre à Versailles

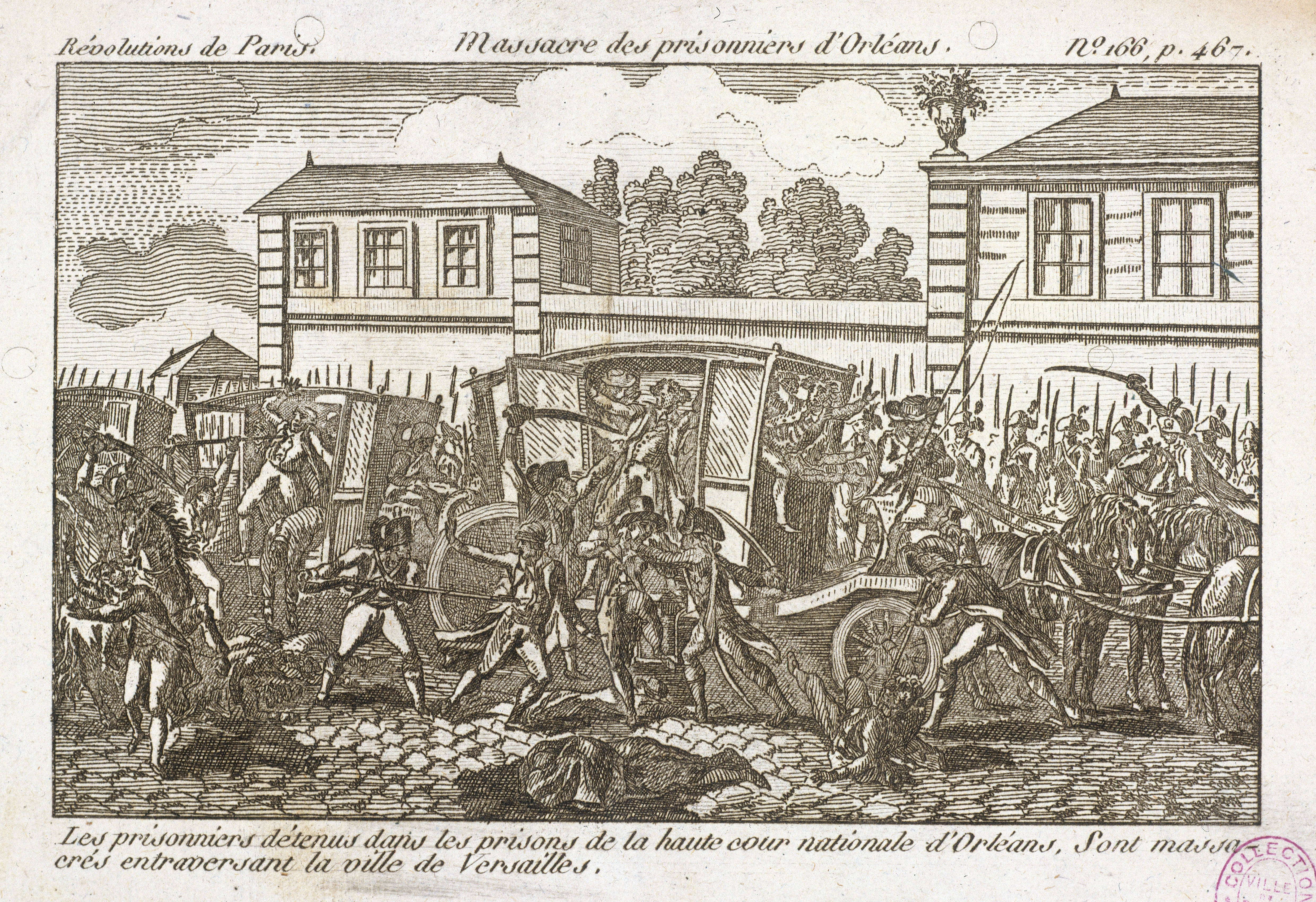
« Massacre des prisonniers d'Orléans », gravure anonyme publiée dans le journal Révolutions de Paris, no 166, 8-15 septembre 1792, p. 467.

Le 9 septembre, un convoi de 52 prisonniers transférés de la prison d'Orléans sous la conduite de gardes nationaux marseillais et parisiens dirigés par Claude Fournier-L'Héritier dit « Fournier l'Américain », passe par Versailles, sur le chemin de Paris où ces derniers doivent être jugés.
Une foule agressive les attend au carrefour dit des Quatre-bornes aux fins de parfaire son œuvre de salubrité patriotique.
Malgré l'opposition de Charles-Jean-Marie Alquier, président du tribunal criminel de Seine-et-Oise et de Hyacinthe Richaud, maire de Versailles, un carnage a lieu. La foule exécute quarante-quatre de ces prisonniers dont Louis Hercule Timoléon de Cossé-Brissac, commandant en chef de la Garde constitutionnelle du Roi Louis XVI, Claude Antoine de Valdec de Lessart, ancien ministre de l'Intérieur puis des Affaires étrangères en 1791, Charles-Xavier de Francqueville d'Abancourt, ministre de la guerre en 1792, Jean-Arnaud de Castellane, comte-évêque du Gévaudan. Seuls huit prisonniers parviendront à s'enfuir pendant que les têtes des massacrés seront tranchées et empalées sur les grilles du château.
Le rôle de Claude Fournier l'Américain dans cette tuerie fut quelque peu équivoque et il fut soupçonné d'avoir participé au carnage. Cependant, il semble avéré que les prisonniers avaient été séparés de leur escorte par la foule, et Fournier n'était pas à leurs côtés quand ils périrent. Il fut soupçonné d'avoir averti des membres du comité de surveillance de son passage ce jour-là. Le comité aurait dépêché une clique d'égorgeurs sur les lieux. Il semble que Danton lui-même ait été informé à l'avance, par Alquier, du forfait qui se préparait. Danton, ami de Fournier, ferma les yeux. La présence sur les lieux d'Alquier et de Richaud abonde dans ce sens. Il fut également soupçonné du vol des bagages des prisonniers. Les bijoux des prisonniers furent, dit-on, dérobés par François Héron, membre du Comité de sûreté générale. Le soir même, les hommes se rendirent aux écuries de la Reine, devenues maison d'arrêt de Versailles, où ils tuèrent treize détenus.

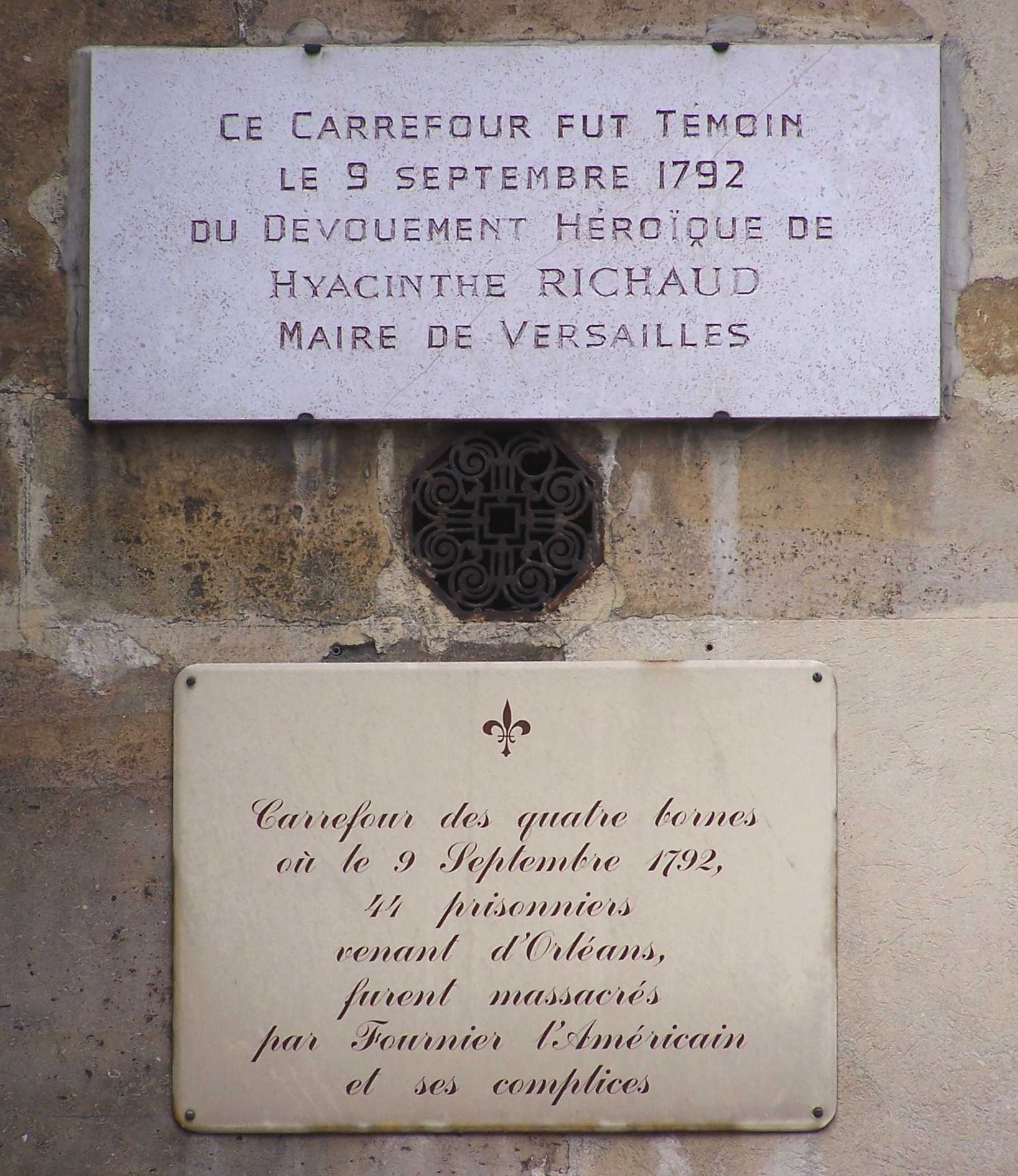
Plaque commémorative au carrefour des Quatre-Bornes [Versailles] accusant Fournier l'Américain [plaque apposée par un comité royaliste] ; au-dessus, plaque en hommage à Hyacinthe Richaud.
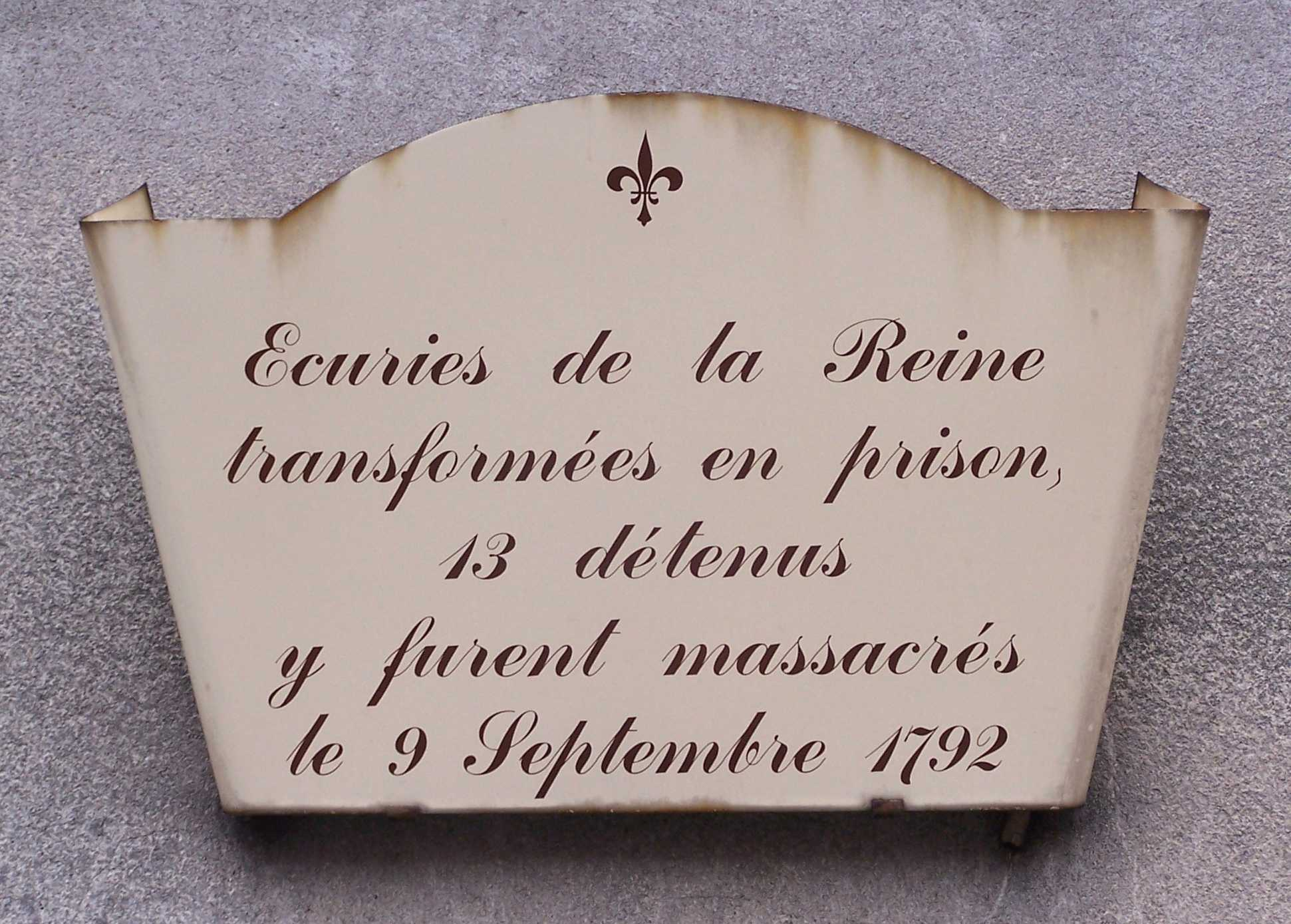
Plaque commémorative à l'entrée des écuries de la Reine.

## Vols
Le 5 septembre 1792, le conseil général de la Commune prend un double arrêté à l'encontre de Panis, soupçonné d'avoir abusé de ses fonctions comme membre du comité de surveillance. Le 22 septembre, un troisième arrêté remplace l'ensemble du comité de surveillance, quatre nouveaux membres étant nommés le lendemain. Puis, le 18 février 1793, « considérant les soustractions, dilapidations et malversations que présentent les résultats des comptes », et que la plupart des scellés apposés au comité de surveillance ont été brisés, le Conseil général envoie l'ensemble des pièces du dossier au conseil exécutif afin de déterminer si Sergent et Panis devaient être poursuivis. Le 10 mai suivant, sur le rapport du procureur de la commune, le conseil général le charge de dénoncer les membres du comité de surveillance – Panis, Sergent, Lenffant, Cally, Duffort et Leclerc – à l'accusateur public afin qu'ils soient poursuivis. La procédure est interrompue par les journées du 31 mai et du 2 juin 1793.
Dans Les hommes de Proie, le journaliste Roch Marcandier accuse quant à lui les administrateurs du comité de surveillance d'avoir dépouillé leurs victimes. La Commune est aussi accusée d’avoir abusé de sa position dominante pour laisser se perpétrer des actes de pillages contre des hôtels particuliers, monté de véritables opérations justicières fructueuses autour de Paris et aussi permis des opérations de pillages dans les rues de la capitale, en prétextant que c’était pour forcer les riches à pourvoir les nouveaux conscrits d’un équipement.
À la prison de l'Abbaye, les septembriseurs, avant de procéder aux tueries commençaient par dépouiller leurs victimes de leurs portefeuilles, montres, bagues, diamants, assignats et s’appropriaient ces valeurs en les mettant dans leurs poches ainsi que dans des corbeilles et des cartons. À la suite d’une erreur, deux commissaires furent envoyés par la section des Quatre-Nations rechercher un prisonnier, qu’ils parvinrent à faire élargir, mais ne purent pas obtenir des tueurs de récupérer les différents objets de valeur de celui-ci et, devant le ton qui montait, ne durent leur salut qu’à la fuite. Le comité civil de la section n’est pas parvenu à se faire donner des comptes, et ne trouva rien, quoique les prisonniers de cette prison soient pour la plupart des gens de qualité et donc fortunés.
Le Garde-Meuble royal fut également pillé en septembre, certains situant le pillage durant les massacres, d’autres le plaçant dans la nuit du 16 au 17 septembre.

## Suites

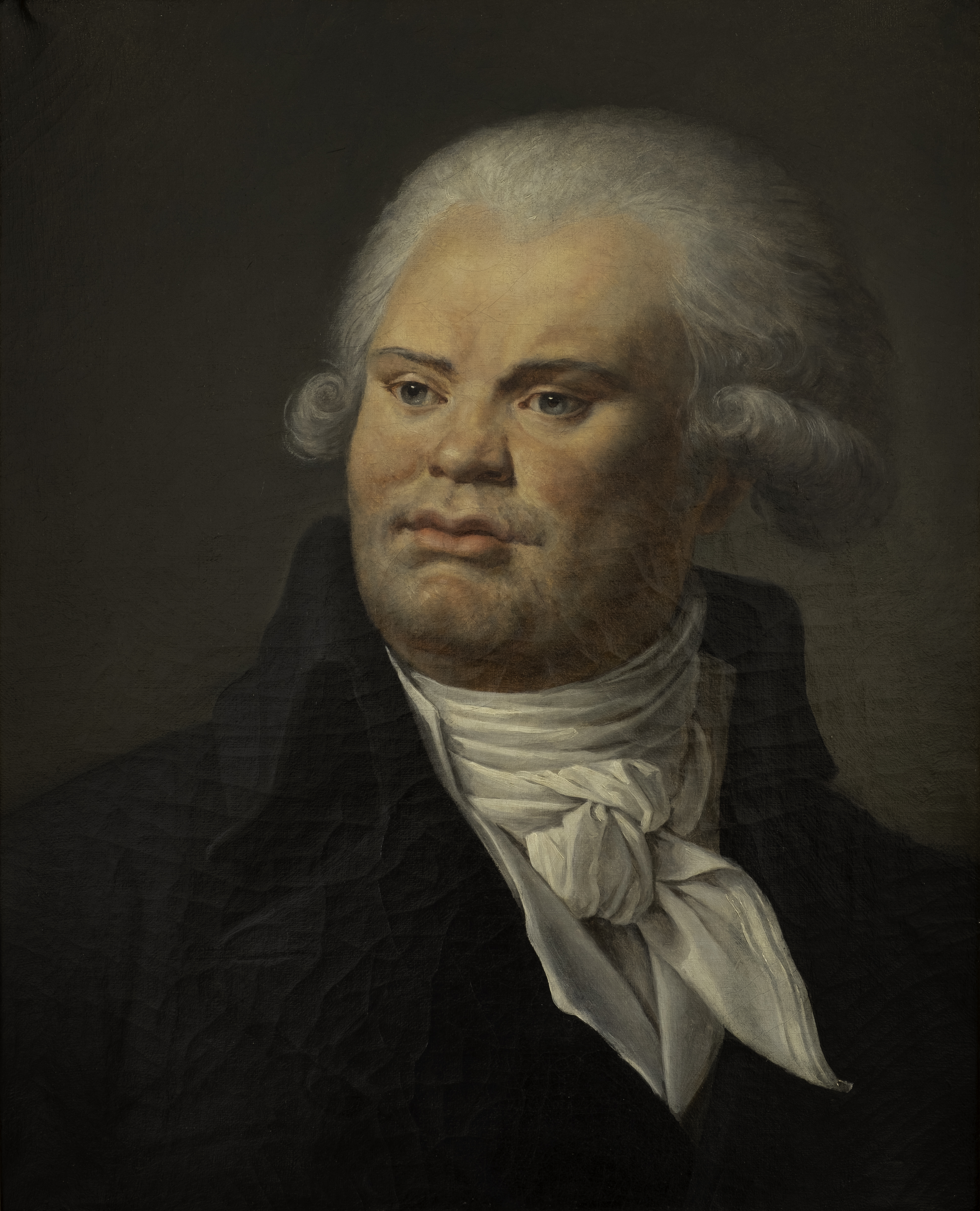
Danton, ministre de la Justice le 7 septembre 1792.

Les autorités (Assemblée législative, gouvernement, Commune de Paris) ne surent comment réagir face à ces massacres, ce qui est utilisé généralement par des critiques de la Révolution comme une preuve de complicité, et d’organisation. Pour François Furet et Denis Richet, les autorités furent surprises et ne surent comment réagir : elles furent débordées. Ils s’opposent à la vision de massacres organisés par elles, la Commune et le comité de surveillance ayant plutôt cherché à limiter les massacres.
Si l'opinion n’approuvait pas les massacres, elle les justifia.
Très rapidement, les Montagnards font une utilisation politique de ces massacres, en tentant d’éliminer les Girondins, et des mandats d’arrestation sont délivrés contre leurs chefs : Roland et quelques députés sont arrêtés, le domicile de Brissot est perquisitionné. Mais rapidement, Danton, ministre de la Justice, fait arrêter les poursuites.
L’opinion se détourne alors des terroristes, et plusieurs sections parisiennes protègent les signataires des pétitions anti-civiques, les principaux suspects. Cela permet une contre-attaque de la Gironde, qui accuse la Montagne d’avoir organisé les massacres, et la Commune de Paris est cassée le 19 septembre. À Couches, une instruction est ouverte, pour le meurtre de quatre prêtres, dès le 9 septembre 1792, et aboutit, le 17 janvier 1793, à neuf condamnations à mort par contumace. À la même époque, à Meaux, cinq personnes sont déférées devant le tribunal criminel de Seine-et-Marne. Les Girondins, et notamment Kersaint, le 24 septembre 1792, suivi par Vergniaud et beaucoup d'autres, demandent des comptes aux membres de la Commune. La commission mise en place pour juger les membres de la Commune, dont Santerre et Panis, disparaît du jour au lendemain lorsque, au cours des journées du 31 mai et du 2 juin 1793, une foule de manifestants dirigée par Hanriot, force, avec ses canons pointés sur la salle du Manège, la Convention à mettre les Girondins en accusation. Un décret de la Convention du 16 juin 1793 annule les procédures instruites à Meaux et à Melun, et les condamnés de Couches qu'on a pu arrêter à Paris, où ils se sont enfuis, sont libérés.

### Poursuites judiciaires
Après la chute de Robespierre le 9 thermidor an II (27 juillet 1794), la Convention entame une politique de limitation et de jugement des excès révolutionnaires. Le 17 brumaire an III (7 novembre 1794), violemment attaqué par Tallien alors qu'il défend son action au sein du comité des finances, Cambon le dénonce pour son rôle durant les massacres. De nouveau mis en cause par les Montagnards pour avoir défendu, dans le débat sur l'abolition de la peine de mort, son maintien contre les grands criminels, le 1er pluviôse an III (20 janvier 1795), il retourne contre eux l'accusation, sous les applaudissements des députés qui désignent du regard Panis et Sergent-Marceau.

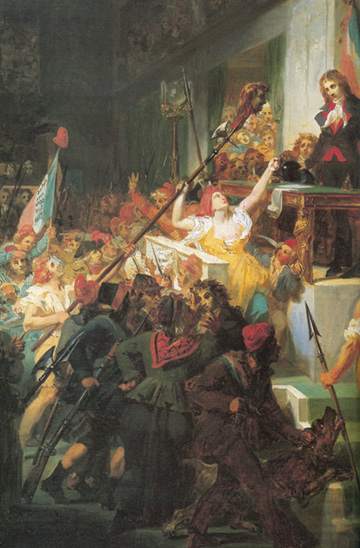
L’Insurrection du (huile sur toile, 1831), vue par Félix Auvray.

Après l'insurrection du 1er prairial an III, où le député Féraud est assassiné, les modérés des sections parisiennes et les Girondins rescapés de la Terreur, assimilant cette journée aux massacres de septembre et du 31 mai, demandent la réouverture du dossier des massacres de septembre, suivant en cela une pétition de la section des Invalides présentée le 3 mars. Quatre des neuf condamnés à mort du massacre de Couches ayant été arrêtés, le tribunal de Saône-et-Loire reprend leur procès qui aboutit, le 6 prairial an III (25 mai 1795), à la condamnation à mort de deux d'entre eux, les deux autres étant acquittés. Dans le même temps, le tribunal de la Marne poursuit les auteurs du massacre de Reims. Le 10 germinal (30 mars 1795), celui de Seine-et-Oise poursuivit Fournier l'Américain, Tamisier, un ouvrier teinturier, et Bouchot, un ouvrier sur les ports, compromis dans le massacre de Versailles. Toutefois, Fournier est libéré le 7 brumaire an IV (29 octobre 1795), à la suite de la loi d'amnistie du 4, et les poursuites sont interrompues en décembre.
Le 4 messidor an III (22 juin 1795), la Convention décrète que les tribunaux criminels de département connaîtront immédiatement des crimes de meurtres et d'assassinats commis dans l'étendue de la république depuis le 1er septembre 1792. À Paris, plusieurs sections créent des commissions, afin de recevoir des dépositions relatives à la part prise par des habitants aux massacres, et font arrêter de nombreux suspects. Le 26 fructidor an III (12 septembre), le tribunal criminel de Paris rend un jugement ordonnant le renvoi de l'ensemble de ces dépositions – souvent des commérages de quartier ou des délations animées par un esprit de vengeance – à son greffe. Le ministre Merlin de Douai exclut, dans une lettre adressée le 22 brumaire an IV (13 novembre 1795) au commissaire du pouvoir exécutif près les directeurs du jury, les auteurs des massacres de la loi d'amnistie générale du 4 brumaire (26 octobre). Puis, le tribunal criminel de la Seine s'étant présenté en corps à la barre du Conseil des Cinq-Cents le 10 mars 1796 pour demander des éclaircissements sur les moyens de poursuivre de manière légale les prévenus, une commission est créée qui rend le 23 mars un décret permettant aux tribunaux de poursuivre les procès. Au terme de l'instruction, neuf prévenus pour le massacre de l'Abbaye, seize dans celui de La Force et quatorze dans ceux de Saint-Firmin, de la Salpêtrière, de Bicêtre et des Carmes sont déférés devant le tribunal, de nombreux autres voyant les poursuites interrompues faute de preuves. Sur ce nombre, seul Pierre-Nicolas Régnier, dit « le Grand Nicolas », est condamné le 22 floréal an IV (11 mai 1796) dans le premier procès de l'Abbaye, Pierre-François Damiens et Antoine Bourre l'étant le 23 et le 24 floréal dans le deuxième, tous à vingt ans de fers. Dans le troisième procès, tous les prévenus sont acquittés le 25 floréal (14 mai),.
De son côté, le tribunal de Seine-et-Marne, chargé de l'instruction des septembriseurs de Meaux, en condamne quatre à mort. Le pourvoi en cassation est rejeté le 3 prairial (22 mai), et ceux-ci sont exécutés quelques jours plus tard.
Santerre, Panis, Sergent-Marceau, Pierre-Jacques Cally, membres du comité de surveillance, Michel Chemin-Deforgues, également accusés d'avoir trempé dans ces massacres, ne furent pas inquiétés, tout comme l’ensemble de la classe politique.

## Les septembriseurs

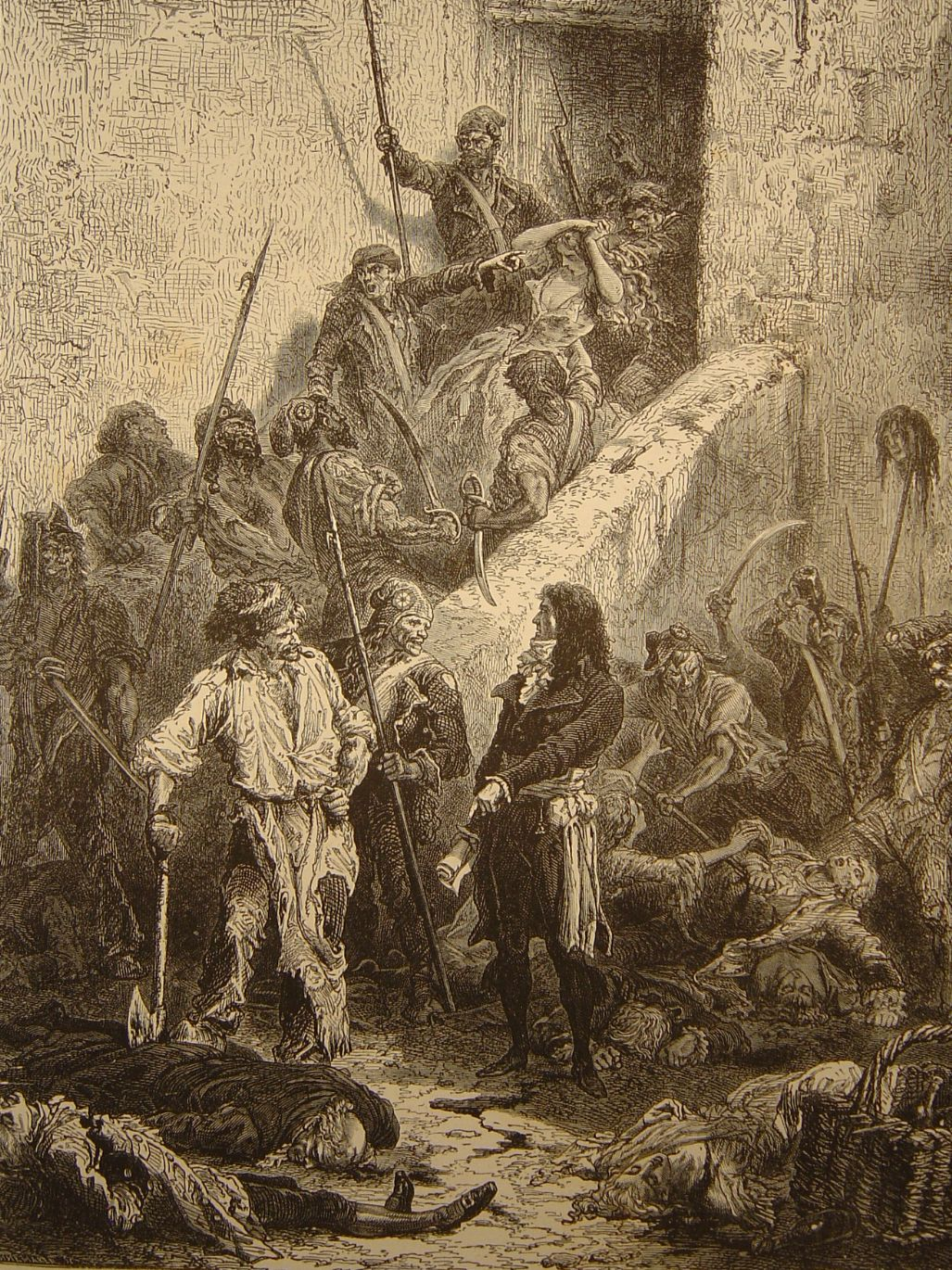
« Les septembriseurs », gravure publiée dans L'Illustration européenne [Belgique], en 1871.

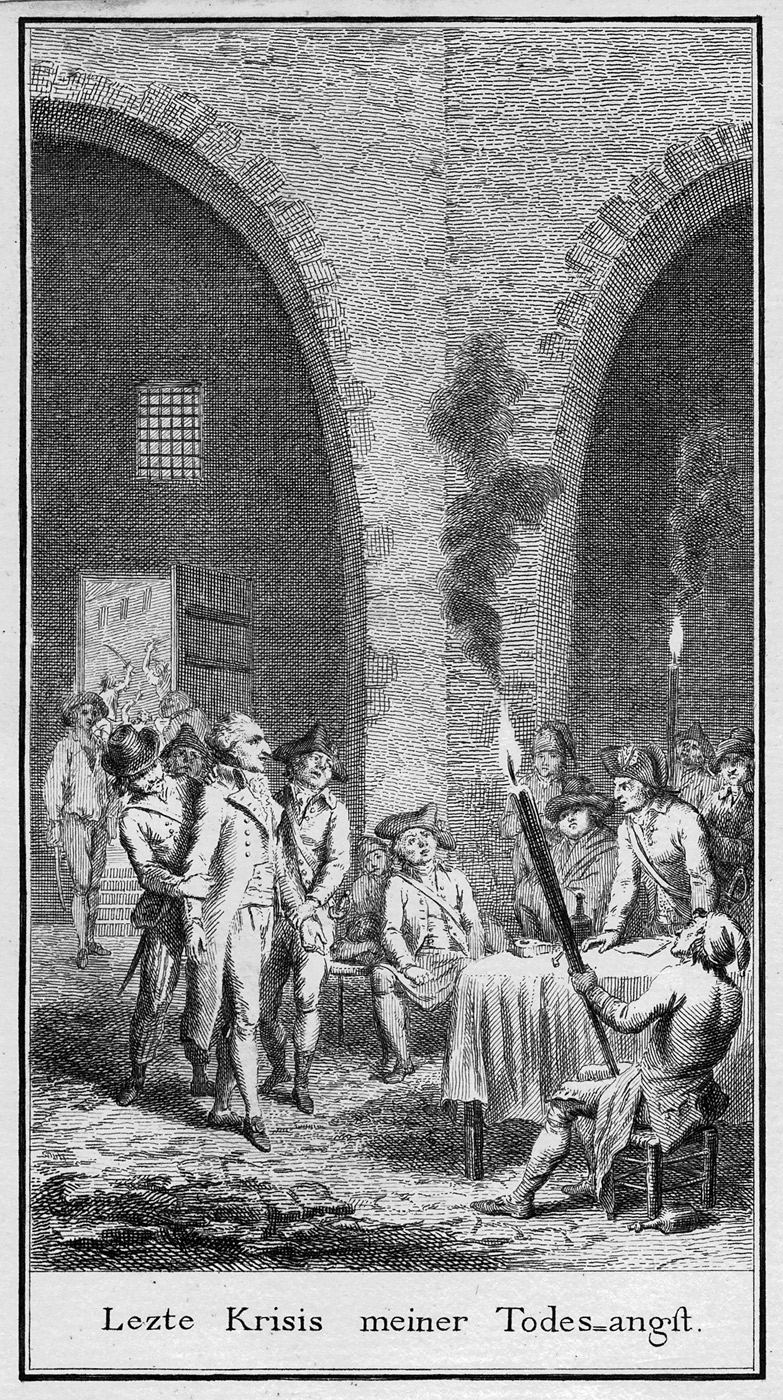
Un tribunal improvisé juge un prisonnier tandis que les massacres se déroulent à l'extérieur. Gravure allemande publiée dans un ouvrage de François de Jourgniac Saint-Méard (Leipzig, 1793).

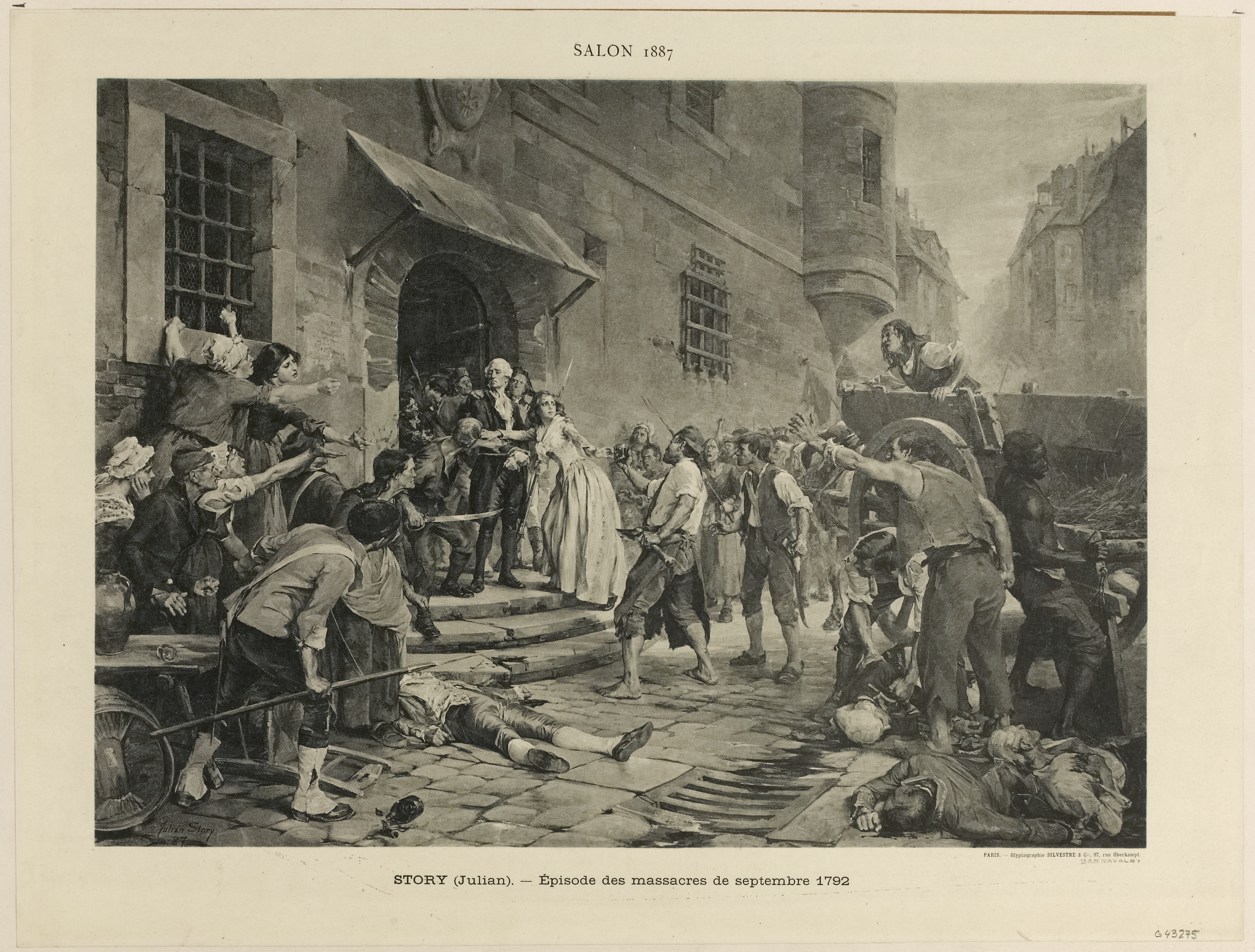
Illustration de la légende du verre de sang bu par Mademoiselle de Sombreuil pour sauver son père des septembriseurs. Gravure d'après Julian Russell Story (toile exposée au Salon de 1887).

Ces massacres, qui ont marqué les esprits, ont donné lieu à la création de nouveaux mots : les septembriseurs sont les massacreurs de septembre 1792 ; septembriser signifie massacrer ; une septembrisade, un massacre.
Leur nombre est difficile à préciser. Si le 2 septembre, au début des massacres, on peut estimer que la foule qui se rend aux prisons est relativement plus importante (au maximum 10 000 personnes), que lors d’une journée révolutionnaire classique, son nombre ne cesse de diminuer les jours suivants : quelques centaines, voire quelques milliers de personnes au maximum sont présentes devant les prisons. Cette foule, qui ne fait qu’assister aux massacres, prise de lassitude, finit même par les désapprouver (à la Force, elle manifeste son approbation lors des acquittements). Ceux qui exécutent les prisonniers sont beaucoup moins nombreux, quelques centaines au maximum, travaillant par roulement, ce qui réduit d’autant leur nombre effectif lors des massacres : cinquante à l’Abbaye, une douzaine à la Force. Pour Jean-Clément Martin, deux cents personnes tout au plus participent aux massacres.
Les septembriseurs tuent principalement à l'arme blanche (haches, piques, coutelas), mais certains prisonniers sont victimes d’assommades (avec bûches, massues, outils divers, battes à plâtre), ce qui fit surnommer les massacreurs « bûcheurs ».
Les motivations de ces hommes restent toujours difficiles à cerner. D’après le procès de 1796, ceux-ci avaient l’impression d’avoir fait œuvre utile pour la patrie, et se jugeaient moins coupables que ceux qui les avaient laissés faire. Une de leurs motivations est l’hostilité envers les aristocrates, les fortunés, les accapareurs qui font renchérir le pain, haine ancienne et renforcée par les difficultés économiques. En ce qui concerne les massacres de criminels, on peut aussi évoquer la haine habituelle du petit bourgeois envers les brigands.
Les septembriseurs sont identifiés essentiellement par le procès de floréal an IV, qui concerne 36 prévenus. Parmi eux, on trouve des petits bourgeois, artisans, commerçants, comme lors des journées du 20 juin et du 10 août 1792. La lie de la capitale, truands et mendiants, est complètement absente,. La moyenne d’âge est de 36 ans en septembre 1792. Michel Winock, s’il donne la même composition sociale aux groupes de septembriseurs, note qu’on ne connaît pas le nom des acteurs : en fait, sur les quelques centaines de massacreurs, la plupart restent inconnus, et libres. En effet, comme pour les massacres du reste de la France, les auteurs sont des fédérés, des volontaires en route vers la zone des combats, des gardes nationaux, des militaires, tous de passage et qui cherchent à faire place nette sur le chemin des combats, ce qui explique en partie les massacres. Comme tous les hommes qui vont risquer leur vie, les septembriseurs se donnent tous les droits, il y a toujours des viols et des meurtres dans le sillage de toutes les armées. La violence permet d’oublier l’angoisse de la mort, et même des braves ont pu participer. Parmi les autres motivations avancées au moment des interrogatoires, on trouve le danger extrême pesant sur la patrie, le complot des prisons « avéré », la justice légale inopérante ; ils nient avoir été guidés par un chef, considérant que le peuple, depuis le 10 août, s'était emparé de tous les pouvoirs, celui de faire la loi, de juger et d'exécuter, pour rétablir un ordre menacé.

### Les salaires
Pour des questions de salubrité publique, le comité de surveillance et la municipalité se trouvent, dès la nuit du 2 au 3 septembre, dans l’obligation d’organiser le transport et l’ensevelissement des corps dans des fosses et avec des couches de chaux. Les vêtements des victimes, une fois lavés, furent vendus aux enchères, avec les objets ayant pu échapper aux vols et qui avaient été saisis. Une partie des objets possédés par les victimes furent volés, et les effets personnels avaient, théoriquement, été rendus aux familles ; le produit de ces ventes servit à payer les fossoyeurs, les nettoyeurs ainsi que ceux qui ôtèrent les corps.

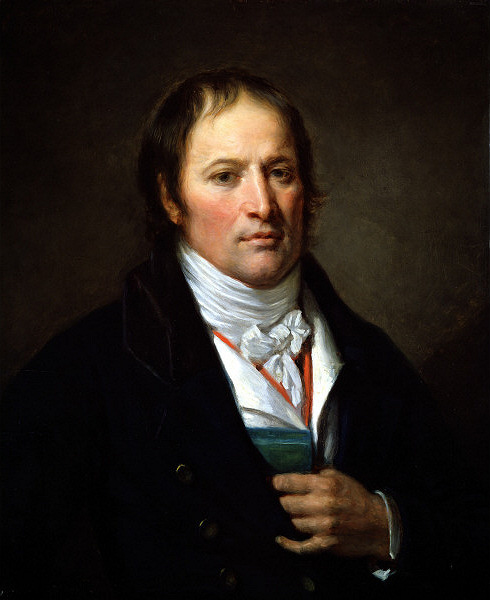
Jacques-Nicolas Billaud-Varenne.

Selon F. Bluche, à la suite de la parution de la Feuille de Paris, il n’est pas impossible, que le Conseil général de la Commune ait eu à débattre, dès le 3 septembre, de la question des salaires que certains septembriseurs auraient exigés. L’adjoint du secrétaire-greffier de la Commune, Méhée de La Touche donne des précisions étonnantes sur des promesses que Billaud-Varenne, alors officier municipal, aurait faites aux « ouvriers » qui opéraient à la prison de l'Abbaye. Néanmoins, les révélations de Méhée, retardataires et partisanes, ne sont que des ouï-dire sujets à caution ; toutefois, ceux-ci sont corroborés et précisés par un témoin direct autrement crédible : Antoine-Gabriel-Aimé Jourdan, alors président du comité civil de la section des Quatre-Nations, qui atteste et certifie que Billaud-Varenne, alors officier municipal, – qui après un discours tentant à prouver l’utilité de ce qui se passait dans les prisons – se serait engagé à donner un louis à chacun des massacreurs qu’il appelait des « ouvriers ».
Mais F. Bluche n’exclut pas que ceux-ci aient pu réussir à décrocher une indemnité en déformant l’interprétation de Billaud, lequel, en parlant des « ouvriers », aurait aussi parlé des massacreurs. En conséquence, si certains septembriseurs n’ont pas été rétribués en tant qu’exécuteurs, ils ont pu l’être dans des tâches de salubrité publique comme nettoyeurs ou fossoyeurs… ; leurs supérieurs, sectionnaires, municipaux ou ministériels n’ont eu qu’à fermer les yeux et à avaliser bon gré mal gré les différentes demandes des meurtriers. Il est tout aussi remarquable, note F. Bluche, qu’en ce mois de septembre 1792 personne n’ait protesté malgré les bruits insistants d’une rétribution des tueurs, comme de tous les points qui précèdent… Et celui-ci de conclure qu’il en résulte non plus une simple supposition mais une accumulation de faits troublants.
Albert Mathiez note que « La Commission indemnisa les massacreurs de leurs journées perdues » ; G. Lenotre et André Castelot rapportent que « des fédérés pauvres […] vivant depuis un mois à Paris, pour la plupart sans sou ni maille, cherchaient à gagner, […] l’allocation réclamée à la Commune » ; Bernardine Melchior-Bonnet fait remarquer que « lorsque Fournier l’Américain, après les tueries de Versailles, présente ses dépenses faites pendant ses « expéditions », il lui est accordé sans discussion la somme de 8 996 livres et 5 sols par la Convention » ; Jean Tulard, dans la préface du livre de F. Bluche, note : « Les tueurs n’iront-ils pas jusqu’à demander une juste rétribution pour le service ainsi rendu à la nation ? ». Tous ces historiens (hormis Albert Mathiez, pour qui il n'y a aucun doute) s’accordent à dire que quelques-uns des septembriseurs auraient pu effectivement percevoir une indemnité.

## Bilans

### Nombre total des victimes

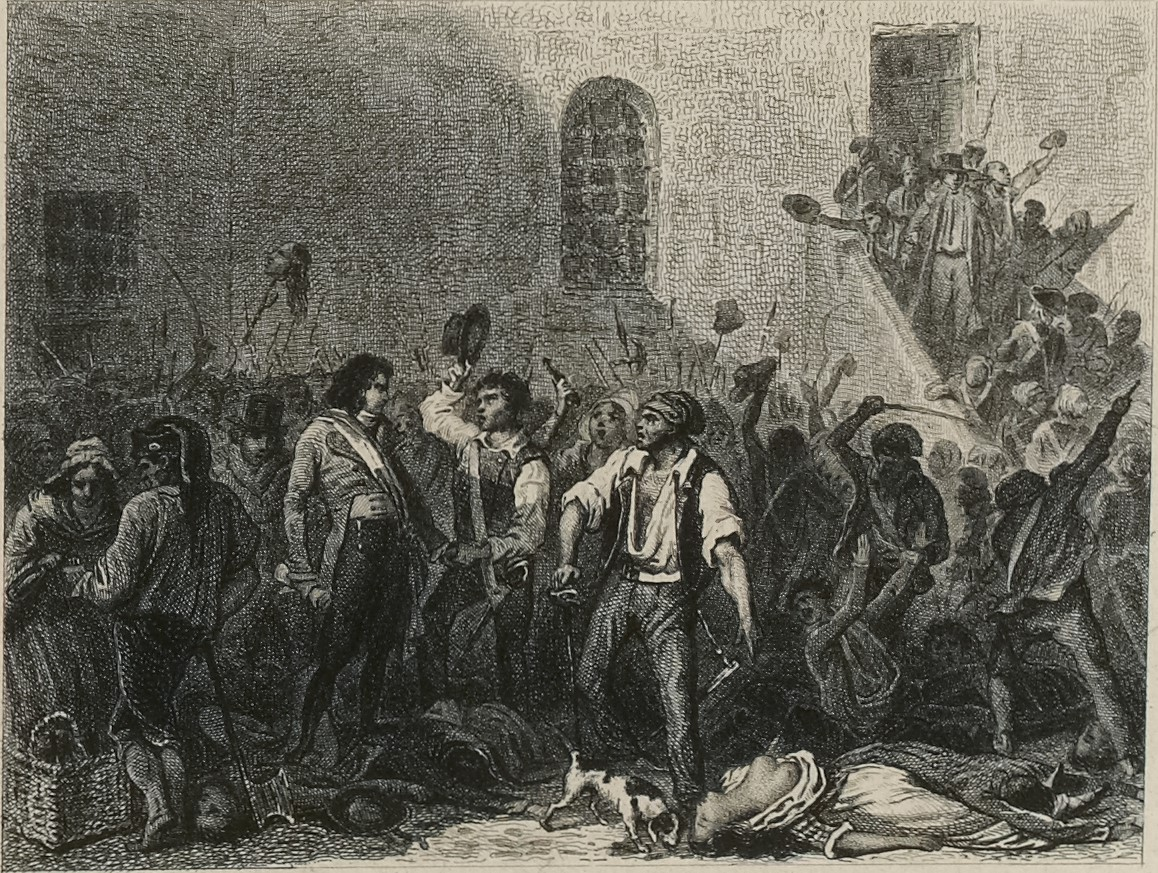
Les massacres des 2 et 3 septembre 1792 représentés par Auguste Raffet dans une gravure, vers 1830.

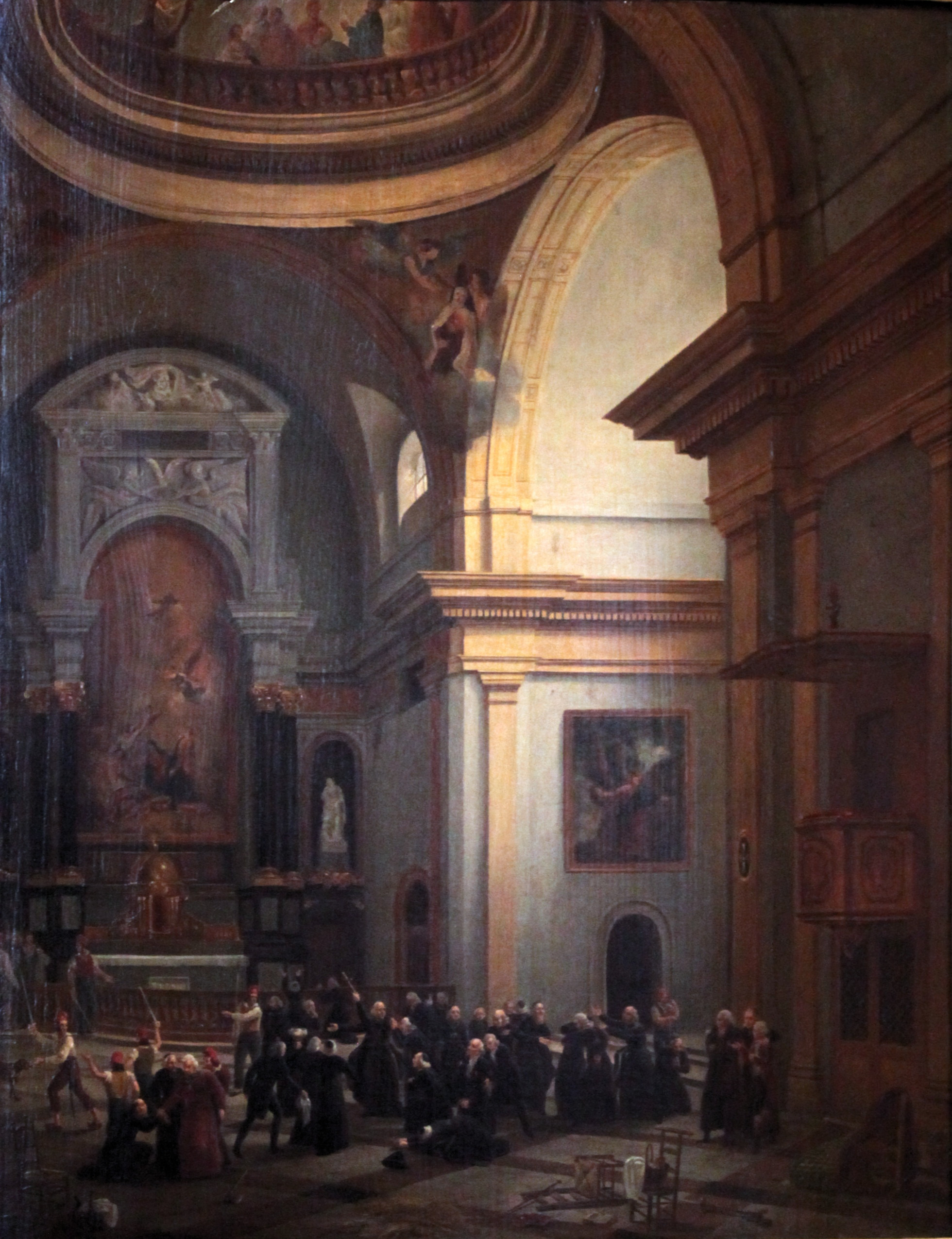
Le Massacre des Carmes par Marc Antoine Bilcocq, 1830 (musée de la Révolution française).

Très rapidement, de nombreux bilans contradictoires se sont succédé. Le premier bilan est aussi l'un des plus proches des bilans tenus par nos historiens contemporains : celui de la Commune de Paris. Celle-ci avait commandé un rapport sur les massacres : remis le 10 novembre, il estime à 1079 le nombre de morts, mais fut tenu secret.
En 1806, de la Varenne estime le nombre de victimes à 1 089. Prudhomme, suivi de Blanc, à 1 035 ; Maurice Barthélemy[Qui ?] (suivi de Michelet), compte 966 morts en 1840. Dans les années 1860, deux ouvrages utilisant les registres d'écrou des prisons donnent les bases les plus solides de tous les bilans qui ont suivi. Par la suite, les archives de Paris ayant brûlé lors de la Commune de Paris, les nouveaux ouvrages s'appuient tous sur les bilans de Granier de Cassagnac (1 458 morts) et de Mortimer-Ternaux (1 368), publiés respectivement en 1860 et 1863.
Cependant, ces bilans modérés s'affrontent avec ceux publiés par les royalistes (entre 7 000 et 10 000 morts dans les années 1792-1794), dont l’abbé Barruel qui en 1793 avance le chiffre de 13 000 morts. Ils différent également des chiffres publiés dans la presse étrangère : le London Times du 10 septembre 1792 annonce en majuscules d'imprimerie un bilan de 12 000 victimes « TWELVE THOUSAND PERSONS ». Fantin-Desodoards, en 1796, évalue leur nombre entre 8 et 10 000. Le bilan le plus lourd est donné par Crommelin, dans son Histoire secrète de l’espionnage pendant la Révolution française, avec 15 000 morts. Thiers donne entre 6 000 et 12 000 morts dans son Histoire de la Révolution parue dans les années 1820. Pendant cette période, le bilan sert plus à soutenir une démonstration hostile à la Révolution, qu’à établir la vérité. C'est notamment le cas de Barrière et Berville qui parlent de 12 852 morts.
Le nombre des victimes fut d'abord évalué par l'historiographie légitimiste entre 5 000 et 10 000 victimes et par la plupart des auteurs du XIXe siècle entre 3 et 4 000. Parmi les exceptions, il faut compter l’Histoire parlementaire de la Révolution française de Buchez et Roux, et Jean-Gabriel Peltier avec 1 005 morts.
Pierre Caron, dans son ouvrage de référence sur le sujet, a repris les chiffres publiés dans les années 1860 et, en se servant d’archives ignorées jusqu'alors, dresse un bilan chiffré qui est généralement suivi jusqu'à nos jours. Il estime que le 2 septembre, le nombre de prisonniers incarcérés dans les prisons de Paris se situe entre 2 522 et 2 535; que le nombre d’exécutions est entre 1 225 et 1 392, ce qui donne un pourcentage de victimes compris entre 48 et 55 % des prisonniers. Pour Marcel Dorigny, Roger Dupuyet Jean-Clément Martin, il y eut entre 1 090 et 1 395 victimes. Jean-Paul Bertaud indique également une fourchette allant de 1 090 à 1 395 massacrés, dont 200 prêtres réfractaires, et signale qu'au moins 1 333 prisonniers furent épargnés, tout comme Donald Sutherland. De son côté, Bernardine Melchior-Bonnet donne 1 395 morts à Paris, tandis que François Furet le situe entre 1 100 et 1 400 victimes, dont la moitié étaient prisonniers.
En 1986, F. Bluche corrige légèrement les chiffres de Caron, en tenant compte des prisonniers transférés le 2 à l’Abbaye, et des 200 Suisses du Palais-Bourbon, ce qui donne entre 2 746 et 2 759 prisonniers, dont 1244 à 1411 sont exécutés, soit de 45 à 51 % de morts. Il penche vers un total le plus probable tournant autour de 1 300 morts, soit un peu moins de la moitié des prisonniers. Il ajoute, pour la trentaine de massacres provinciaux, 150 morts.

### Catégories de victimes

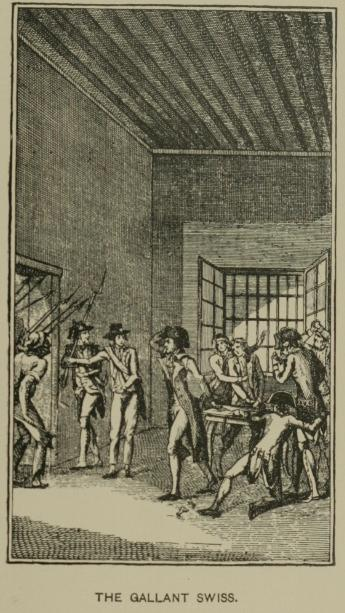
« Massacre des gardes suisses ». Gravure publiée dans un ouvrage britannique en 1897.

D'après Jean-Clément Martin, la grande masse sont des hommes, en particulier des prêtres réfractaires et des prisonniers de droit commun, contre 8 % de femmes (dont une trentaine de viols à la Salpêtrière).
Pour François Furet et Mona Ozouf, parmi les prisonniers massacrés, 75 % étaient des détenus de droit commun ou des prostituées,. En revanche, selon Jean-Clément Martin, si des droits communs ont été tués, les prêtres réfractaires et les royalistes sont les deux catégories les plus touchées.
La principale cible des massacreurs reste cependant les prêtres réfractaires, et les aristocrates. Les religieux — anciens jésuites, capucins, carmes et autres — sont considérés comme martyrs par l'Église catholique. 191 d'entre eux (3 évêques, 127 prêtres séculiers, 56 religieux et 5 laïcs), ont été béatifiés en octobre 1926 par Pie XI. Ils sont commémorés le 2 septembre dans le calendrier liturgique dont 21 exécutés à l'abbaye de Saint-Germain-des-Prés. Le lendemain, le 3 septembre, est rappelé le souvenir de 75 martyrs perpétrés à la prison de la Force et au séminaire Saint-Firmin transformé en prison.
Parmi les victimes laïques, on trouve des serviteurs des Tuileries, les officiers et sous-officiers des gardes suisses dont Karl Josef von Bachmann, le commandant de la garde lors de la prise du palais des Tuileries le 10 août, et les gardes du corps qui furent placés à l'Abbaye et à la Force.

### Princesse de Lamballe

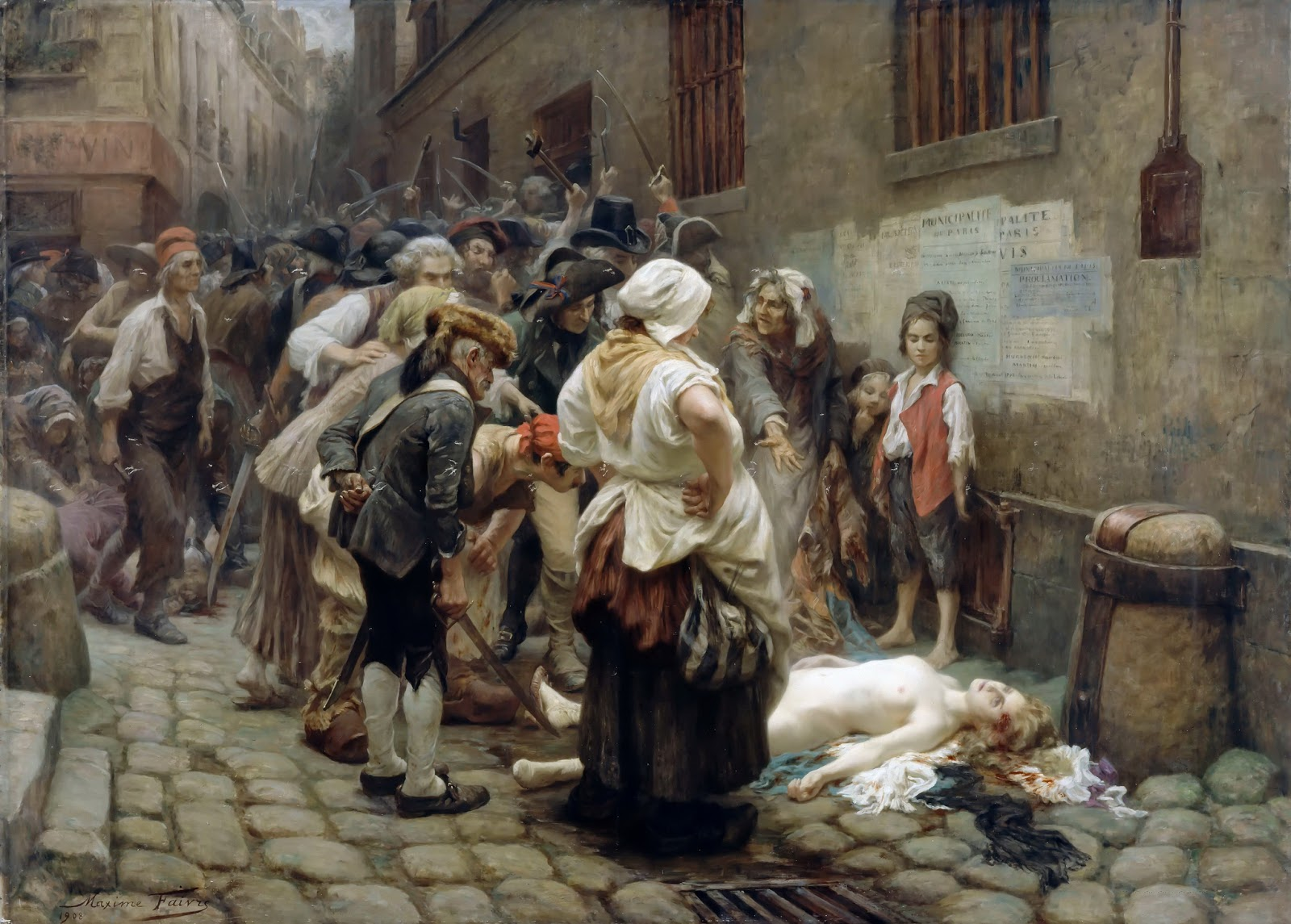
La Mort de la Princesse de Lamballe, huile sur toile de Maxime Faivre, 1908 (musée de la Révolution française).

La princesse de Lamballe, amie et cousine par alliance du couple royal, faiblement politisée, est la victime emblématique des massacres de septembre.
Âgée de près de 43 ans, cette cousine des rois de Sardaigne et de France, était une femme d'âge mur. Veuve du prince de Lamballe, elle était la belle-sœur du duc d'Orléans. À son arrivée en France, la jeune Marie-Antoinette avait été émue par le sort de cette parente, veuve à 19 ans d'un mari débauché et l'avait fait entrer dans son cercle avant de lui préférer la comtesse de Polignac. La princesse, fidèle malgré sa disgrâce, avait réapparu au début de la révolution, après le départ en émigration de la comtesse de Polignac. Elle avait fait partie, lors des dernières années de la monarchie, de l’entourage de la reine. Elle était donc considérée comme la représentante de cette Cour dispendieuse et licencieuse.
De nombreux récits des horreurs perpétrées sur sa dépouille se sont répandus, bien qu’il soit difficile de décider de leur véracité. Parmi les victimes, il y avait plusieurs témoins autorisés : outre la princesse de Lamballe, le comte de Montmorin ou Valdec de Lessart, anciens ministres, également le duc de Brissac, ami de la comtesse du Barry, ou bien encore le baron Thierry de Ville-d'Avray, qui recevait les confidences de Louis XVI.

## Réactions

### Pendant les massacres
Les autorités, gouvernement, Assemblée, Commune, garde nationale, ne s’opposent pas aux massacres. Les élus s’informent par l’envoi de délégations, qui n’interviennent pas. Pendant les massacres, l’essentiel de l’activité de la Commune consiste en la recherche d’armes et en perquisitions pour débusquer les contre-révolutionnaires.
De même, le conseil général de la commune de Paris n’est pas inactif, mais il s’occupe à d’autres tâches. Le matin du 3, il envoie des délégués pour protéger les Suisses enfermés au Palais-Bourbon (hommes du rang faits prisonniers le 10 août). Ces délégués obtiennent l’acquittement en bloc des Suisses, qui sont transférés à la prison du Temple. Cependant, son attitude est essentiellement attentiste pendant ces journées.
Les journaux approuvent plus ou moins largement les massacres, pendant qu’ils sont commis, les considérant comme affreux, mais nécessaires. Seul Le Patriote français de Brissot exprime quelques réticences, les journaux royalistes ayant été réduits au silence après le 10 août, les modérés (comme les Feuillants) étant inaudibles.

### Après les massacres
Au sein des institutions politiques, les discours exaltent les vertus du peuple, et jamais un blâme n’est prononcé.
Dans les sections, une seule formule des regrets, celle du Temple, le 7 septembre.
Dans les jours qui suivirent, Olympe de Gouges, la première à s'émouvoir publiquement de ces horreurs, publie un pamphlet intitulé la Fierté de l'innocence où elle stigmatise les massacres de septembre en ces termes : « Le sang, même celui des coupables, versé avec cruauté et profusion, souille éternellement les révolutions ».
C’est encore le journal de Brissot qui est le seul à finalement condamner les massacres.
Selon F. Bluche, il est certain mais difficilement démontrable qu’en privé la plupart des Parisiens désapprouvent ces massacres qui les ont horrifiés. La province a une réaction beaucoup moins favorable, voire de franche désapprobation.
En 1794, dans un almanach paru en Vendée, et dans un projet s’opposant au calendrier républicain, le 2 septembre est nommé fête des martyrs de Paris.

## Explications, interprétations et postérité des massacres

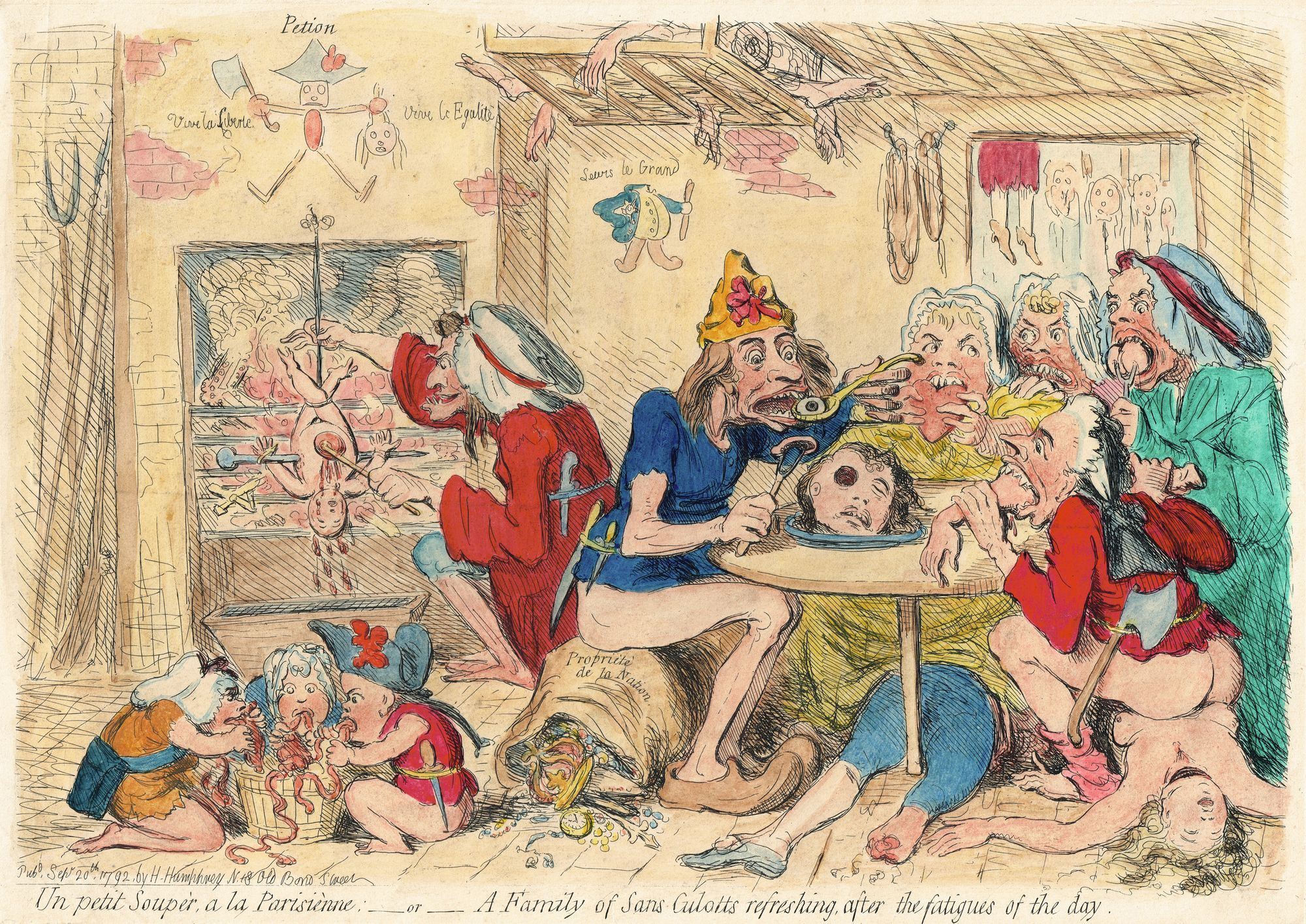
Un petit souper, à la Parisienne.
Dans cette gravure à l'eau-forte, le caricaturiste anglais James Gillray représente des sans-culottes septembriseurs comme une famille de cannibales festoyant après leur dur labeur quotidien
(Londres, British Museum, 20 septembre 1792).

En général, les historiens ne s’attardent pas sur ces événements, l’ampleur et l’extension des massacres les rendant difficiles à envisager globalement, ce qui réduit le nombre d’explications avancées.
Comme pour tout événement historique, notamment les faits violents, l’histoire s’intéresse à deux éléments principaux : le déroulement des événements ; et la façon dont ces événements ont été placés par les contemporains soit du côté de ce qui relève des moyens acceptables d’expression ou de lutte politique, soit du côté de ce qui n’en relève pas.
Parmi les auteurs qui ont justifié ces massacres au nom d'une certaine conception de la révolution figurent :
Philippe Buchez au XIXe siècle : « Aux journées de Septembre, on s’attaquait à ceux qui avaient travaillé avec le plus d’ardeur à faire avorter la Révolution, à ceux qui conspiraient avec l’étranger contre l’indépendance nationale, et enfin à des hommes condamnables ou déjà condamnés pour des crimes que l’on punit dans tous les temps et chez tous les peuples », et Michel Foucault au XXe siècle qui qualifie les massacres d’« acte de guerre contre l’ennemi intérieur, un acte politique contre les manœuvres des gens au pouvoir et un acte de vengeance contre les classes oppressives ».
Louis Blanc n’excuse pas les massacres mais estime qu’il ne sont pas prémédités : « Il est faux que la Commune ait machiné les massacres… ».
Jules Michelet y voit un accès de « pathologie révolutionnaire » d'une foule excitée par quelques meneurs et qui contraste avec le caractère populaire et majestueux des grandes journées révolutionnaires : « Où s'arrêterait le meurtre sur cette pente effroyable ? Qui serait sûr de rester en vie, si, par-dessus l’ivresse d’eau-de-vie et l’ivresse de mort, une autre agissait encore, l’ivresse de la justice, d’une fausse et barbare justice, qui punissait les simples délits par des crimes ? » Il explique les massacres par le jeu des circonstances et comme le résultat de tendances portées à leurs extrêmes par les circonstances. Selon Claude Gautier, inspiré de Hume, il n’y a pas de fanatisme ou de fanatiques volontairement fanatiques, mais un processus de fanatisation général : dans des circonstances particulières, une suite d’événements crée un sentiment de menace sur une communauté, qui pour conserver son unité, qui fait sa force, accepte ensuite toutes les rumeurs de menaces et est prête à agir violemment en conséquence.

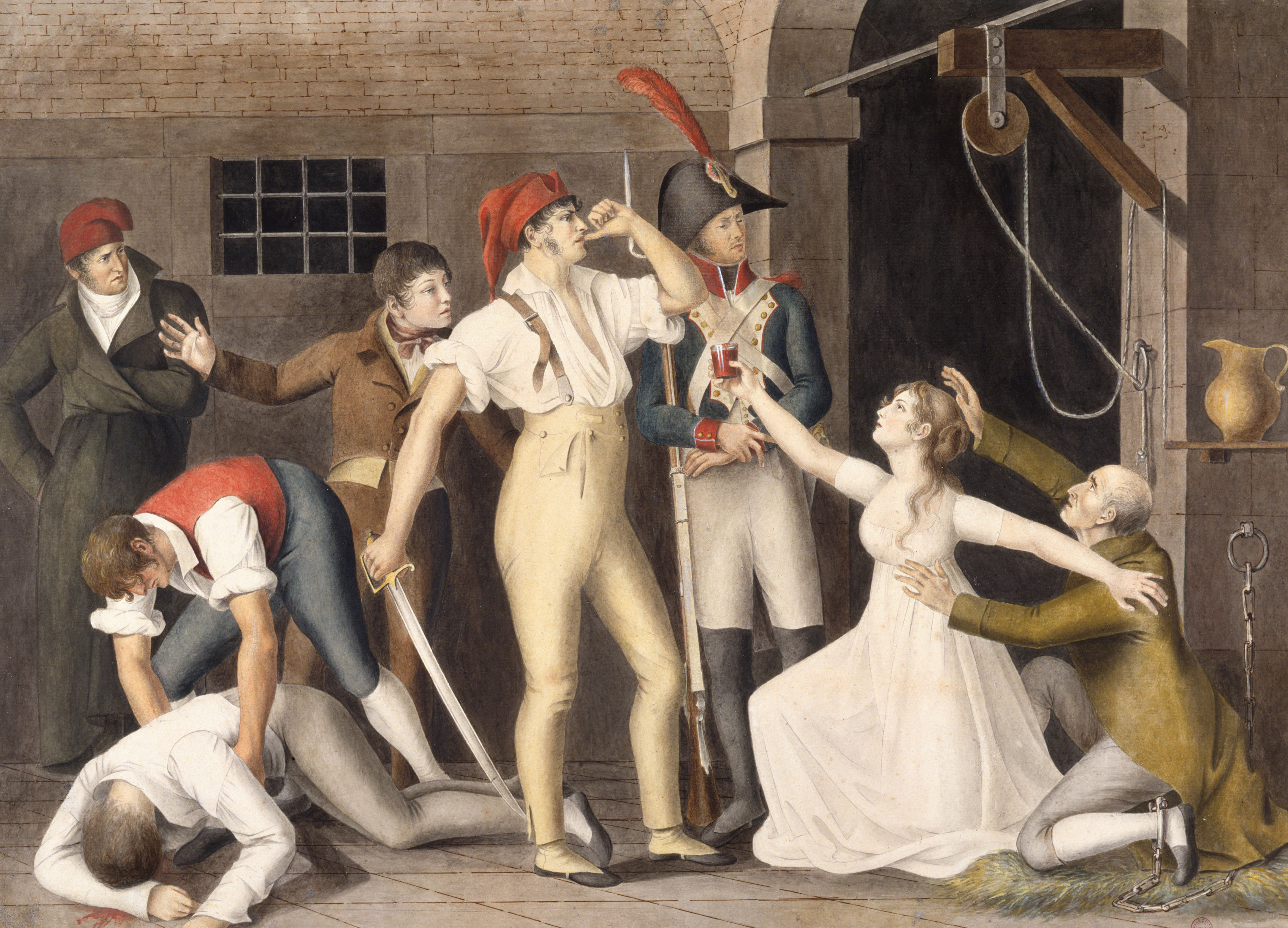
Dessin anonyme représentant la légende du verre de sang bu par Mademoiselle de Sombreuil pour sauver son père des septembriseurs
(Paris, musée Carnavalet, fin du XVIIIe siècle).

Après quelques semaines, l’explication par l’expression d’une justice populaire domine, et la violence vindicative, ritualisée, passe au second plan, du moins à gauche de l’échiquier politique. Les massacres confirment également le pouvoir des masses populaires, que les classes dirigeantes, républicains comme contre-révolutionnaires font tout pour les désarmer ensuite et pour éviter le recours à la violence.
À la fin du XIXe siècle, Victor Hugo inclut les massacres de septembre dans une liste de crimes politiques de la Révolution, un de ces crimes qui apportent ensemble un bienfait, dans un plaidoyer pour l’amnistie des Communards.
Véronique Nahoum-Grappe fournit une autre piste de réflexion : les cruautés volontaires auraient été un acte politique visant à détruire l’identité de l’adversaire.
Sophie Wahnich propose une nouvelle interprétation des massacres : le peuple aurait exercé lui-même sa vengeance, face aux atermoiements de ses classes dirigeantes refusant de juger ceux qui étaient considérés comme criminels ou traîtres (voir les hésitations sur la constitution civile du clergé, la destitution du roi, les procès des royalistes après le 10 août). Le risque d’un mouvement de violence populaire généralisée avait d’ailleurs été avancé à la tribune de l’Assemblée par Santerre, le 20 juin 1792, puis par un représentant de la Commune le 17 août, et toute la presse patriote en parlait au mois d’août. Pour Sophie Wahnich, nulle vacance du pouvoir : l’Assemblée détient encore le pouvoir de faire la loi (d’ailleurs elle crée un tribunal spécial le 17 août). La violence de septembre est irrationnelle, non-politique, inutile à la révolution, mais inévitable car l’Assemblée n’a pas su traduire politiquement les demandes du peuple. Elle limite cependant cette interprétation aux massacres des 2 et 3 septembre.
Jean-Louis Peyroux souligne, dans sa critique de l’ouvrage d’Arno Mayer Les Furies, comparant les révolutions française et russe, que les révolutionnaires français, dont Marat et Babeuf, « furent décontenancés » par l’extension de ces massacres. L’oubli, le voile volontairement tendu sur ces massacres, approuvés par la plupart des Parisiens, peuvent être compris comme une volonté d’achever le cycle infernal de la vengeance et de la recherche des coupables.
En Russie, où la « Grande Révolution française » fait l’objet d’un culte sans critique tout au long du XIXe siècle, tous les actes de violence de masse, dont les massacres de septembre, sont d’abord oubliés dans l’admiration sans bornes de la Révolution et de ses principes (après l'insurrection décabriste). À la fin du XIXe siècle, ces massacres, connus, sont tus volontairement. Au début du XXe siècle, le récit des massacres est volontairement déformé en une vengeance ordonnée, régulière et préparée, une opération de salut public contre des ennemis du bien public.
D’après Michéa, les massacres de Septembre sont un des événements sur lesquels Constant et Tocqueville ont refondé la pensée libérale au début du XIXe siècle.

### Documents et sources primaires publiées
- Convention nationale Recueil des pièces trouvées aux Tuileries imprimées d'après le décret de la Convention nationale du 5 décembre 1792, Paris, 1792-1793.
- Mémoires sur les journées de septembre 1792, suivis des délibérations prises par la Commune de Paris, et des procès-verbaux de la mairie de Versailles / par M. Jourgniac de Saint-Méard, Mme la Mise de Fausse-Lendry, l'abbé Sicard... [et al.]. Suivis des Délibérations prises par la commune de Paris..., Paris, Baudouin frères, « collection des mémoires relatifs à la Révolution française », no 25, 1823, XVI-372 p., lire en ligne.
- Philippe-Joseph-Benjamin Buchez et Pierre Celestin Roux, Histoire parlementaire de la Révolution française, Paris, 1834-1839 (en particulier le t. XVII).
- Archives parlementaires, 1re série (1787-1799), Recueil complet des débats législatifs et politiques des chambres françaises, Paris, 1875-1913.
- Alexandre Tuetey, Répertoire des sources manuscrites de l'histoire de Paris pendant la Révolution, Paris, 1890-1914 (11 volumes, surtout les tomes V (1900) et VII (1905).
- Frédéric Braesch, Les Actes de la Commune de Paris, Paris, Hachette et Cie, 1911.

#### Prisons parisiennes où eurent lieu les massacres
- Prison de l'Abbaye
- Prison du Grand-Châtelet
- Prison des Carmes
- Prisons de la Grande et de la Petite Force
- Prison de la Conciergerie
- Prison de Bicêtre
- Prison de l'ancien séminaire de Saint-Firmin (ou des Bons-Enfants ou de la Mission ou des Lazaristes)
- Prison des Bernardins
- Prison de la Salpêtrière